# Niemieckie represje wobec ludności Bydgoszczy (1939)
Niemieckie represje wobec ludności Bydgoszczy (1939) – masowe zbrodnie wojenne popełnione przez okupanta niemieckiego na cywilnej ludności Bydgoszczy pochodzenia polskiego i żydowskiego, w okresie między wrześniem a grudniem 1939 roku.
Masowe aresztowania i egzekucje mieszkańców Bydgoszczy, dokonywane w pierwszym rzędzie przez żołnierzy Wehrmachtu i funkcjonariuszy Einsatzgruppen, odbywały się początkowo w atmosferze chaosu i stanowiły zemstę za wydarzenia tzw. bydgoskiej „krwawej niedzieli” (3–4 września 1939) oraz za opór stawiany wkraczającym oddziałom Wehrmachtu przez miejscową Straż Obywatelską. Przeprowadzane doraźnie represje przekształciły się później w zorganizowaną akcję eksterminacyjną, której celem była likwidacja polskiej elity politycznej i umysłowej w Bydgoszczy, a której głównym wykonawcą stał się paramilitarny Selbstschutz. W ciągu pierwszych czterech miesięcy okupacji Niemcy zamordowali w tajnych lub publicznych egzekucjach nawet do 5000 mieszkańców Bydgoszczy i powiatu bydgoskiego, z czego prawdopodobnie od 1500 do 1900 ofiar pochodziło z samej Bydgoszczy.

## Geneza

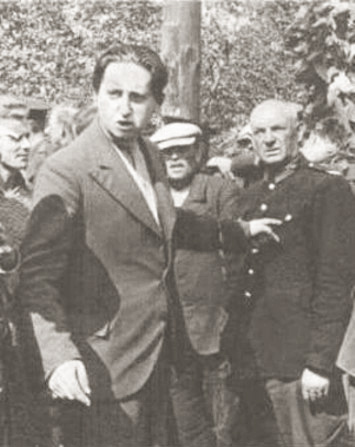
Volksdeutsch denuncjujący Polaka – rzekomego uczestnika „Krwawej niedzieli”

W pierwszych miesiącach niemieckiej okupacji Pomorze było tym regionem Polski, w którym nazistowski terror przybrał najbardziej brutalną formę. Polscy historycy oceniają, że w okresie: wrzesień 1939 – wiosna 1940 okupanci zamordowali na Pomorzu od 36 do 50 tysięcy Polaków i Żydów. Z kolei niemiecki historyk Dieter Schenk obliczył, iż w latach 1939–1945 w bezpośrednich egzekucjach hitlerowcy zamordowali na tych terenach od 52 794 do 60 750 ludzi. Z wyjątkiem kilkuset, niemal wszystkie te osoby straciły życie w pierwszych miesiącach po wkroczeniu wojsk niemieckich. Nawet na tym tle, niemieckie represje wobec ludności Bydgoszczy przybrały jednak wyjątkowe rozmiary, czyniąc z miasta jeden z symboli niemieckich okrucieństw popełnianych w okupowanej Polsce. Straty osobowe poniesione przez ludność Bydgoszczy w latach II wojny światowej historycy szacują obecnie na około 10 000.
Można wyróżnić kilka przyczyn, dla których niemiecki terror przybrał w Bydgoszczy tak brutalną formę. Propagandowe uzasadnienie dla rozprawy z ludnością Bydgoszczy dały nazistom przede wszystkim wydarzenia tzw. bydgoskiej „krwawej niedzieli” (niem. Bromberger Blutsonntag) z 3–4 września 1939, które w polskiej historiografii są opisywane jako krwawe stłumienie przez wojsko polskie niemieckiej akcji dywersyjnej w mieście, a w niemieckiej – jako pogrom tamtejszych volksdeutschów. Goebbelsowska propaganda dołożyła wielu starań, aby wydarzenia w Bydgoszczy zostały przedstawione w sposób poruszający i stanowiły propagandowe uzasadnienie dla niemieckiej polityki eksterminacyjnej prowadzonej na ziemiach polskich (zwłaszcza na Pomorzu).
W pierwszych dniach okupacji niemieckie represje były również spowodowane oporem stawianym wkraczającym oddziałom Wehrmachtu przez miejscową Straż Obywatelską, którą Niemcy wbrew prawu międzynarodowemu uznawali za formację partyzancką. Później oba te wydarzenia stały się dla okupanta pretekstem do przeprowadzenia eksterminacji polskiej elity politycznej i umysłowej w Bydgoszczy, jak również do rozprawy z ludnością żydowską. Bydgoskie represje były zresztą częścią szerszej akcji eksterminacyjnej, realizowanej na całym Pomorzu w ramach tzw. akcji „Inteligencja” (Intelligenzaktion).
W niemieckiej polityce represji, wymierzonej w ludność Bydgoszczy, profesor Włodzimierz Jastrzębski wyróżnił trzy fazy:
- od 5 do 12 września 1939 – represje dokonywane były przez żołnierzy Wehrmachtu i funkcjonariuszy Einsatzgruppen celem pacyfikacji miasta i stłumienia rzekomego „polskiego powstania w Bydgoszczy”[11]. Wielu egzekucji dokonano w miejscach publicznych.
- do końca listopada 1939 – Sicherheitspolizei i Selbstschutz organizowały potajemne masowe egzekucje w odludnych miejscach w pobliżu Bydgoszczy.
- od grudnia 1939 – nastąpiła swoista „normalizacja”. Odstąpiono od mordów masowych, a Polaków poddano terrorowi organizowanemu przez nazistowski system policyjno-sądowniczy.

## Zbrodnie dokonane w pierwszych dniach okupacji

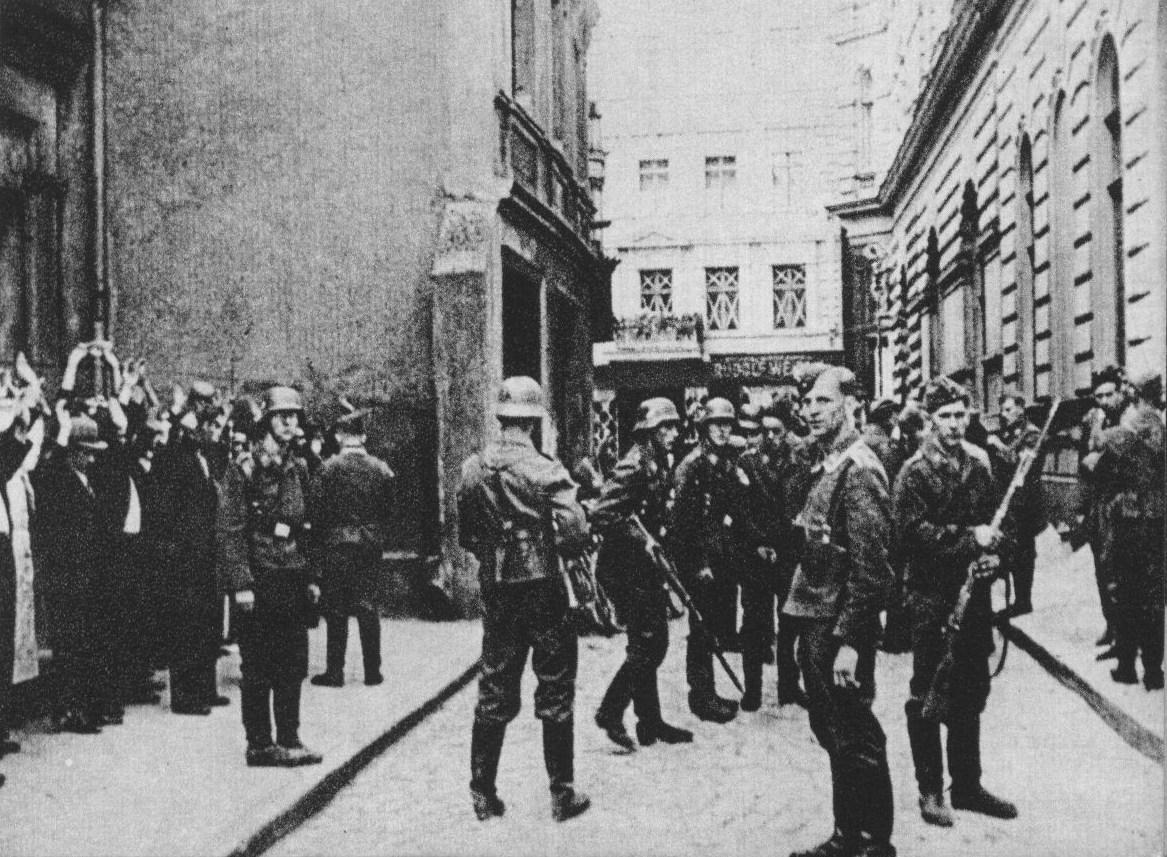
Łapanka na ul. Parkowej (8 września)

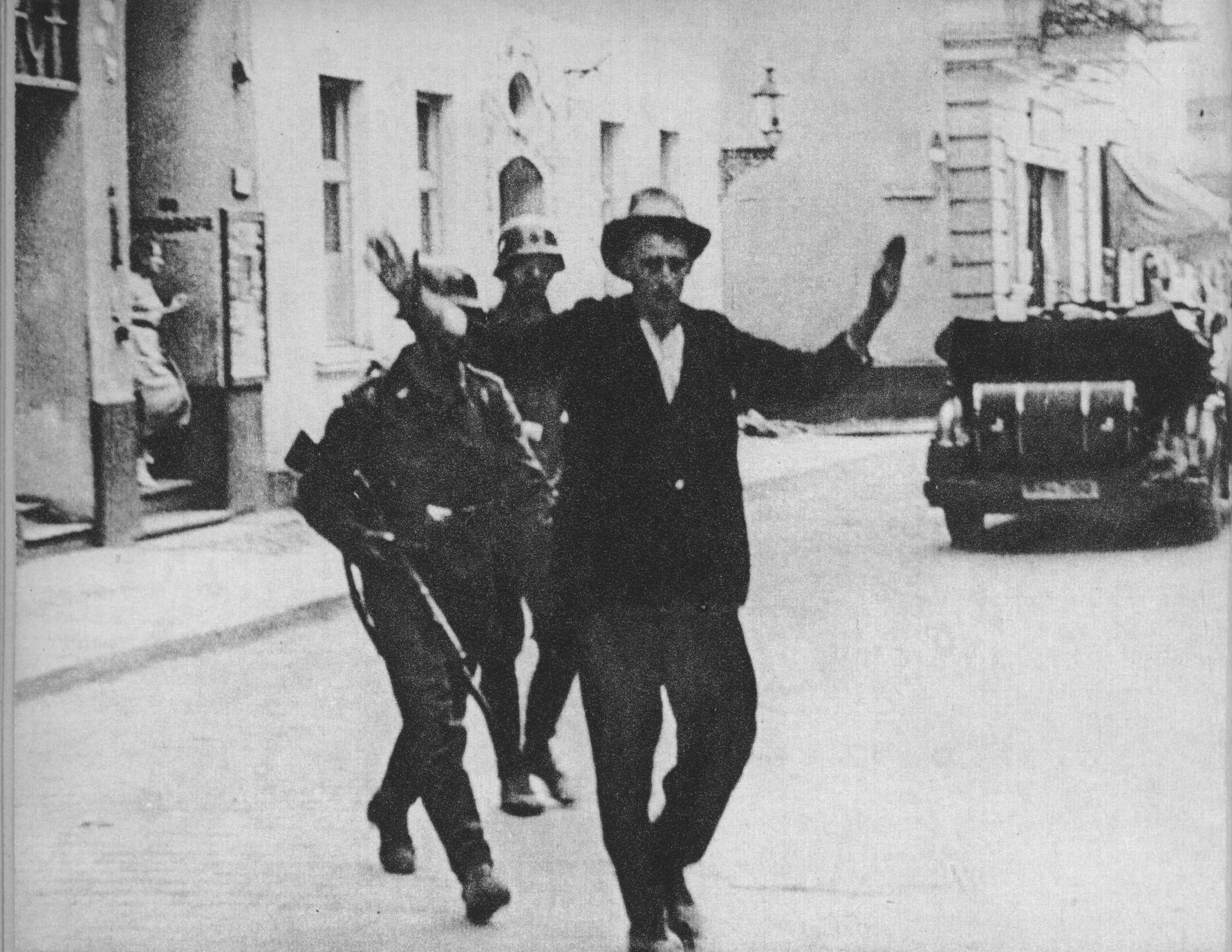
Nieznany z nazwiska mieszkaniec Bydgoszczy prowadzony ulicą Farną

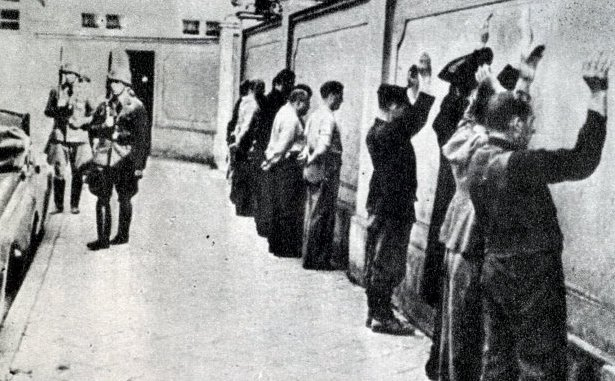
Zatrzymani cywile pod murem więzienia przy ul. Wały Jagiellońskie

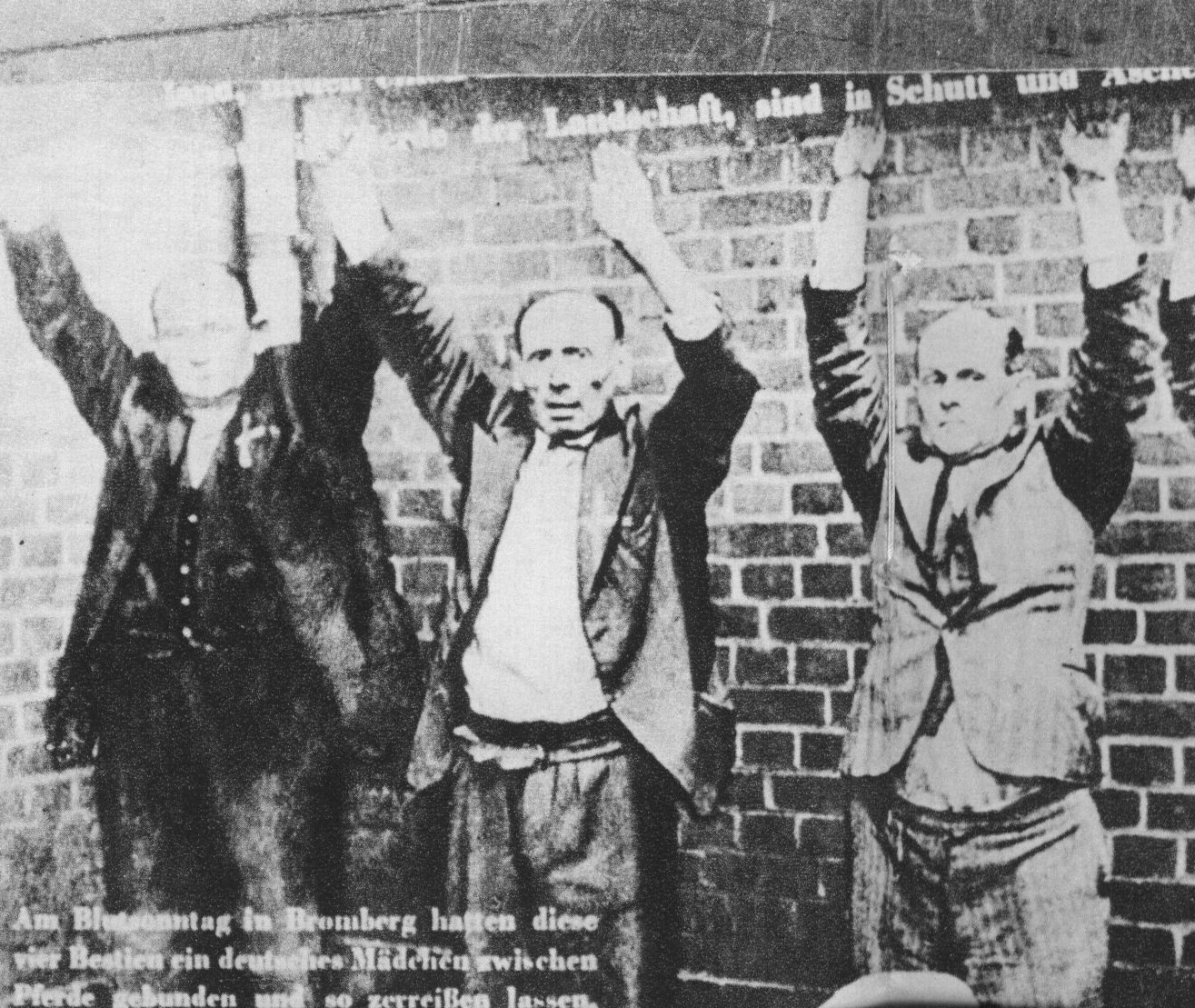
Aresztowani Polacy. Znak krzyża na marynarkach oznacza, iż jako osoby wskazane przez miejscowych volksdeutschów owi mężczyźni zostali skazani na śmierć

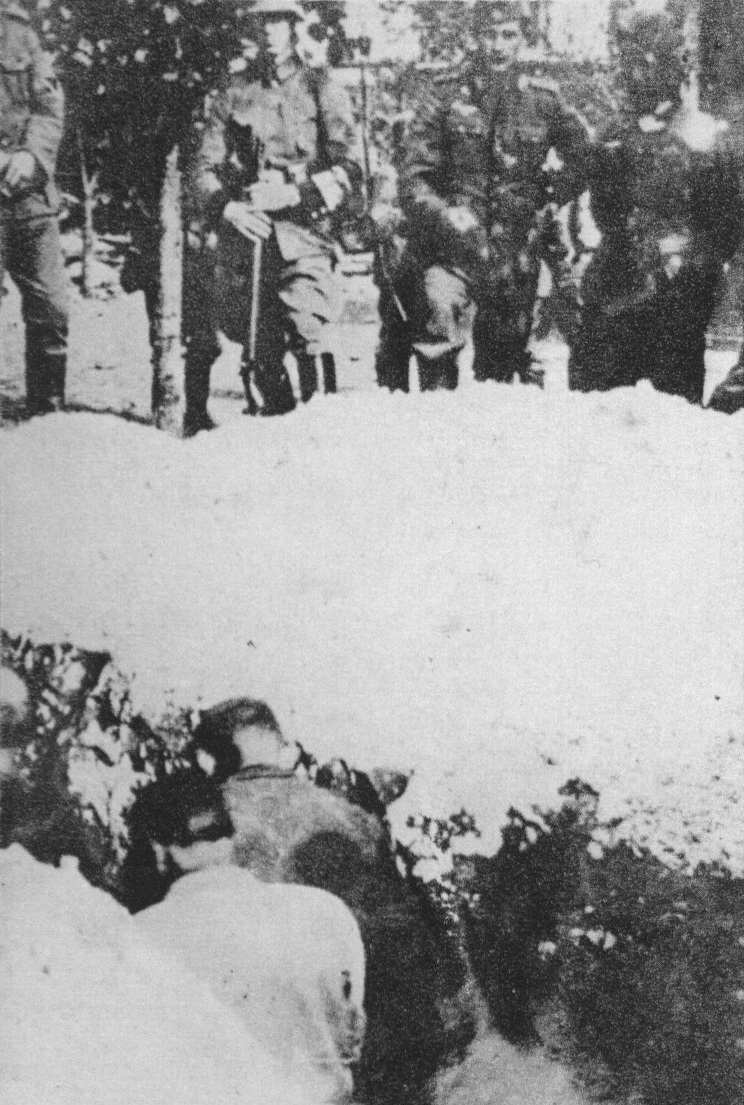
Jedna z pierwszych zbiorowych egzekucji w Bydgoszczy

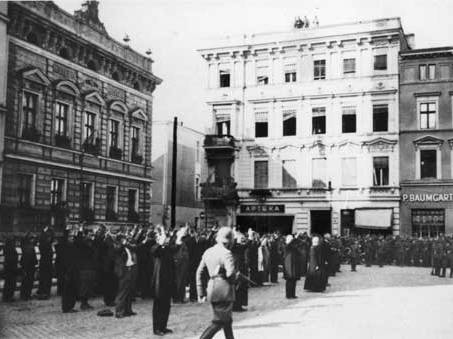
Zakładnicy na Starym Rynku w Bydgoszczy

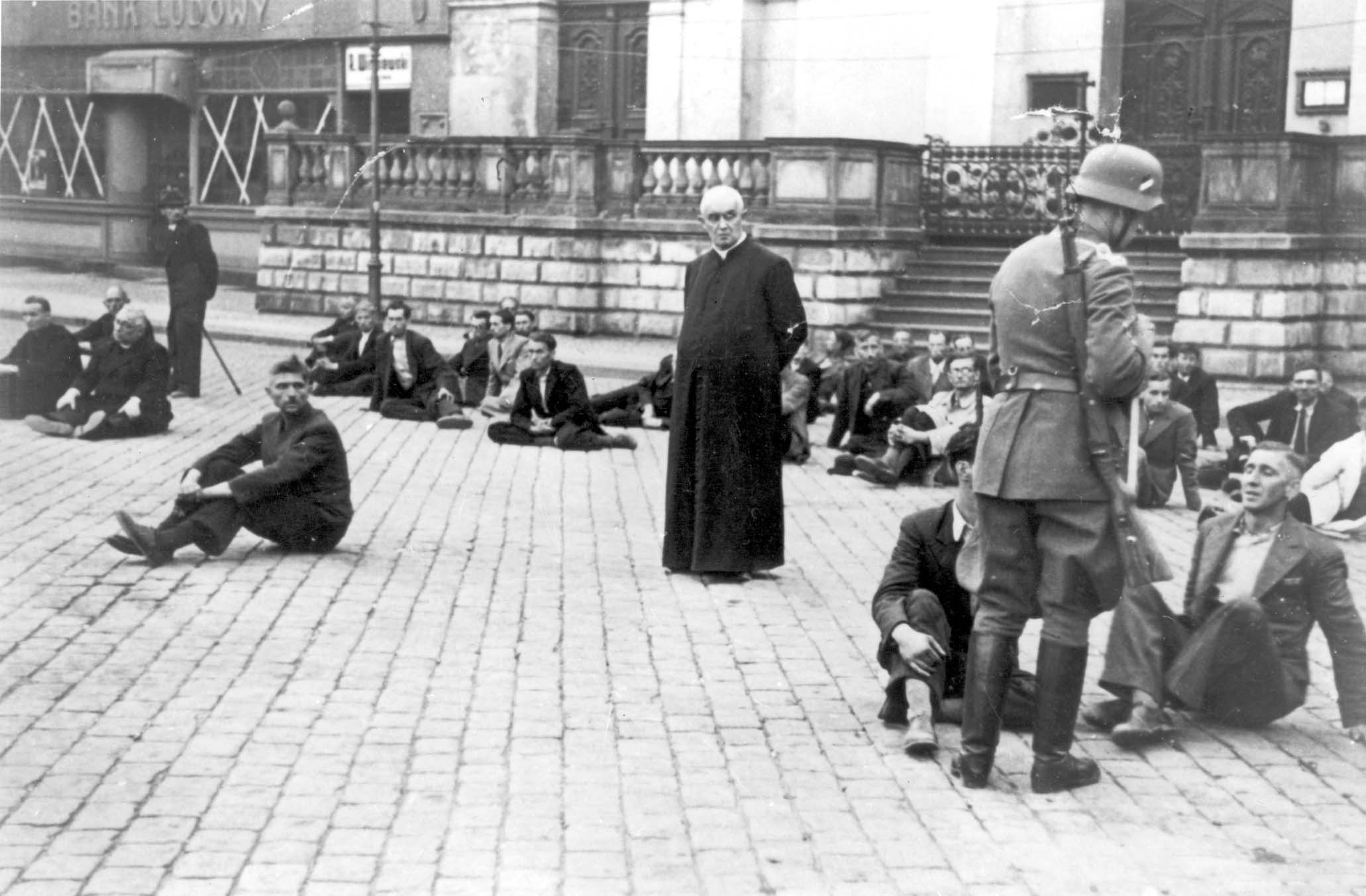
Polski ksiądz Kazimierz Stepczyński – jeden z zakładników oczekujących na rozstrzelanie

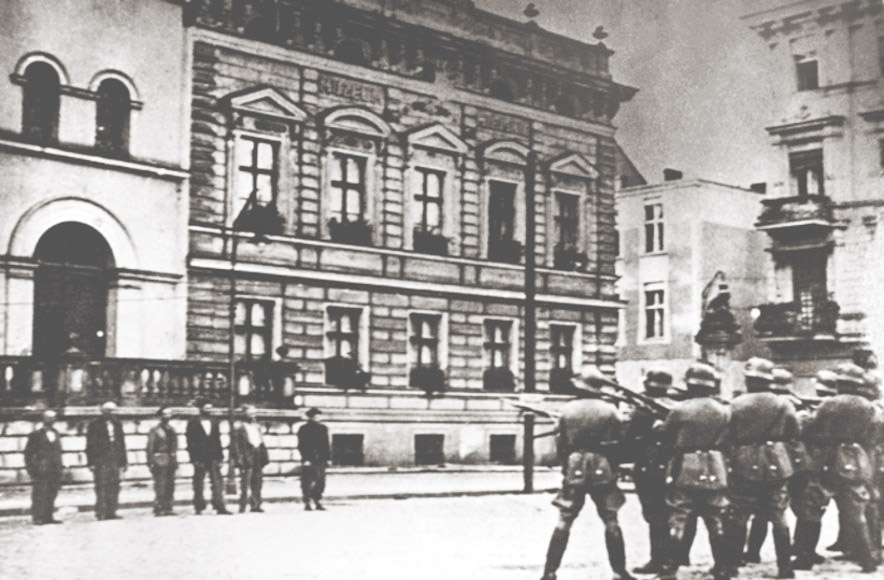
Publiczna egzekucja zakładników na Starym Rynku (9 września)

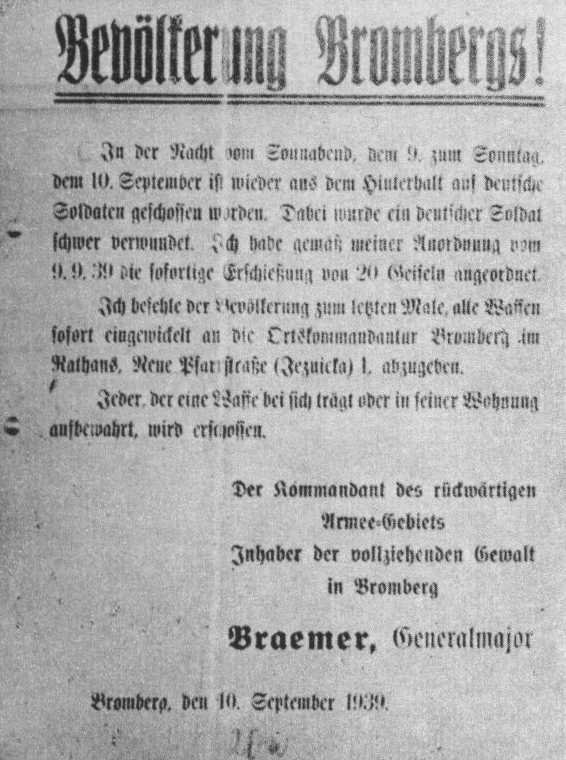
Obwieszczenie podpisane przez generała Waltera Braemera, informujące o rozstrzelaniu 20 zakładników w dniu 9 września 1939

Oddziały Wehrmachtu wkroczyły do Bydgoszczy we wtorek 5 września 1939. Tego samego dnia w mieście pojawił się również pododdział SS (Einsatzkommando 1/IV) dowodzony przez SS-Sturmbannführera Helmuta Bischoffa. Jednostka Bischoffa wchodziła w skład Einsatzgruppe IV (dowódca: SS-Brigadeführer Lothar Beutel) – specjalnej grupy operacyjnej (Einsatzgruppen) policji bezpieczeństwa i służby bezpieczeństwa, podążającej w ślad za oddziałami niemieckiej 4. Armii.
W tym czasie z Bydgoszczy wycofali się już żołnierze regularnej armii polskiej. Niemcy napotkali jednak na zaciekły opór stawiany przez członków bydgoskiej Straży Obywatelskiej. Szczególnie zacięte walki wybuchły w robotniczej dzielnicy Szwederowo, gdzie działali kolejarze należący do Kolejowego Przysposobienia Wojskowego pod dowództwem Franciszka Marchlewskiego. W walce zginęło dwóch niemieckich żołnierzy, a oficer w stopniu majora został wzięty do niewoli. Bydgoska Straż Obywatelska złożyła broń dopiero po uzyskaniu zapewnienia od generała Eccarda von Gablenza (dowódcy grupy bojowej „Netze”), że respektowane będą jej prawa należne regularnym wojskom. Niemcy nie dotrzymali jednak złożonych obietnic. Wzięci do niewoli członkowie Straży Obywatelskiej zostali wydani w ręce funkcjonariuszy Einsatzgruppe IV. Część jeńców (w liczbie ok. 40) SS-mani zakatowali na śmierć metalowymi prętami. Resztę, w tym obydwu przywódców Straży – Konrada Fiedlera i Mariana Maczugę – rozstrzelano na bydgoskich Bielawkach.
Przez pierwszych kilka dni w zajętym przez Niemców mieście panował chaos. Równolegle z opanowywaniem poszczególnych dzielnic Bydgoszczy okupanci przeprowadzali masowe aresztowania ludności cywilnej. Ich ofiarami padali przede wszystkim robotnicy, kolejarze, drobni rzemieślnicy, niżsi urzędnicy i młodzież szkół średnich – z tych bowiem środowisk wywodzili się przede wszystkim członkowie Straży Obywatelskiej. W doraźnych egzekucjach dokonywanych przez Einsatzgruppe IV oraz Wehrmacht (zwłaszcza żołnierzy 1. pułku łączności) zginęły setki mieszkańców miasta. Generał Walter Braemer oceniał, że między 5 a 8 września rozstrzelano w Bydgoszczy co najmniej 400 osób. Z kolei Werner Kampe obliczał liczbę zabitych w tym czasie mieszkańców miasta na 200-300 osób. Pierwsze egzekucje miały dość spontaniczny charakter i chaotyczny przebieg. Polskich cywilów rozstrzeliwano w tym czasie w różnych rejonach miasta: w koszarach 16. pułku ułanów wielkopolskich przy ul. Szubińskiej, w koszarach 15. pułku artylerii lekkiej przy ul. Gdańskiej, na stadionie miejskim przy al. Mościckiego (dziś ul. Sportowa), na lotnisku przy ul. Jagiellońskiej, pod murem więzienia przy ul. Wały Jagiellońskie oraz w okolicach szpitala miejskiego na Bielawkach. Brutalność Niemców podsycało przekonanie, iż Bydgoszcz jest ogarnięta „polskim powstaniem”. Miały o tym świadczyć raz po raz padające w mieście strzały „partyzantów”. Trudno jednak ocenić ile razy niemieccy żołnierze zostali rzeczywiście zaatakowani przez Polaków, a ile razy owe incydenty były po prostu efektem niekontrolowanej wymiany strzałów, wywołanej przez niedoświadczonych i ogarniętych „partyzancką psychozą” niemieckich rekrutów.
W dniu 8 września 1939 wojskowym komendantem Bydgoszczy został mianowany generał major Walter Braemer (dowódca 580. obszaru tyłowego armii). Już dwa dni później faktyczną władzę w mieście przejął jednak Werner Kampe – szef lokalnej komórki NSDAP (od końca września nadburmistrz Bydgoszczy). W mieście i okolicznych miejscowościach zaczęły się również tworzyć pierwsze struktury Selbstschutzu – paramilitarnej formacji złożonej z przedstawicieli niemieckiej mniejszości narodowej, zamieszkującej przedwojenne terytorium Rzeczypospolitej. Ze względu na panujący w mieście chaos oraz rzekome zagrożenie ze strony „wszechobecnych” polskich partyzantów dowództwo niemieckiej 4. Armii nakazało Braemerowi (przed wojną aktywnemu członkowi SS) przeprowadzenie bardziej zorganizowanej „akcji oczyszczającej”.
Generalna rozprawa z bydgoszczanami rozpoczęła się 8 września. Braemer wydał tego dnia rozkaz w sprawie oczyszczenia miasta ze „zbrodniczych elementów polskich”. Niemieccy żołnierze i policjanci szczelnym kordonem otaczali zamieszkane przez Polaków dzielnice, po czym systematycznie przeszukiwali dom po domu, mieszkanie po mieszkaniu. W przypadku znalezienia broni (do tej kategorii mogła być zaliczona pamiątkowa szabla, myśliwska dubeltówka czy pałka policyjna) lokatorów płci męskiej rozstrzeliwano na miejscu. Pozostałych „podejrzanych” kierowano do prowizorycznego więzienia zorganizowanego w koszarach 15 PAL. Do rana 9 września uwięziono około 400-500 osób, a 10 września liczba zatrzymanych wzrosła do 1400. Czystki dotknęły przede wszystkim dzielnice uznane przez okupanta za najbardziej niebezpieczne, takie jak Szwederowo. 10 września dowództwo 580. obszaru tyłowego armii oceniło w dzienniku wojennym, iż: „[…] w najpodlejszej dzielnicy zamieszkiwanej przez komunę zastrzelono ok. 120 osób, a kolejne 900 aresztowano”. W trakcie „akcji oczyszczającej” musiało dochodzić do ekscesów, gdyż Braemer poczuł się zmuszony do wydania rozkazu, w którym precyzował, aby każdą osobę u której znaleziono broń doprowadzać przed sąd specjalny, a nie od razu rozstrzeliwać. Z kolei w zupełnie innym kierunku szły rozkazy Bischoffa, który nakazał zastrzelić wszystkie osoby, które „w jakikolwiek sposób wydadzą się podejrzane”, oświadczając jednocześnie swoim SS-manom, iż „w tej akcji każdy może się sprawdzić jako prawdziwy mężczyzna”.
9 września odbyła się pierwsza publiczna egzekucja na bydgoskim Starym Rynku, której ofiarą padło 20 osób. Spędzonych na rynek Polaków przed egzekucją bito kolbami, zmuszano do padania i wstawania oraz stania godzinami z podniesionymi rękami. Gdy w nocy z 9 na 10 września postrzelono niemieckiego żołnierza, Braemer polecił, aby następnego dnia rozstrzelać na bydgoskim rynku kolejnych 20 zakładników. 10 września na rynku zastrzelono także pięciu innych cywilów – rzekomo w czasie próby ucieczki. Nierzadko zdarzało się również, że wśród szpalerów zatrzymanych Polaków i Żydów przechodzili miejscowi volksdeutsche, którzy wskazywali eskorcie rzekomych uczestników bydgoskiej „krwawej niedzieli”. Ludzie ci byli następnie separowani od pozostałych więźniów, oznaczani znakiem krzyża za pomocą białej farby i rozstrzeliwani. W ten sposób zginęło m.in. 20 Polaków zatrzymanych przy ul. Saperów.
Łącznie w okresie urzędowania Braemera (8-11 września 1939) zamordowano w Bydgoszczy około 370 Polaków. Spośród tego grona ok. 120-150 osób zostało na rozkaz SS-Brigadeführera Beutela (w porozumieniu z Braemerem) rozstrzelanych przez funkcjonariuszy Einsatzgruppe IV w podbydgoskich lasach.
11 września, niemieckie Naczelne Dowództwo Wojsk Lądowych (Oberkommando des Heeres) poinformowało 4. Armię, iż Hitler: „ze względu na buntowniczą ludność polską w Bydgoszczy rozkazał Reichsführerowi-SS wziąć 500 zakładników i przedsięwziąć jak najostrzejsze środki (doraźne egzekucje), aż do momentu spacyfikowania miasta. Wojsku należy nakazać, by nie przeszkadzało organom Reichsführera-SS”. Akcja eksterminacyjna w Bydgoszczy weszła w tym momencie na nowy tor. Likwidowano teraz Polaków oskarżonych o udział w „krwawej niedzieli” oraz inteligencję. Główną rolę w działaniach represyjnych odgrywał odtąd Selbstschutz oraz formacje SS i policji niemieckiej. 18 września funkcjonariusze Einsatzgruppe IV skierowali pierwszy, liczący 62 osoby, transport z Bydgoszczy do obozu koncentracyjnego Dachau. Jednocześnie wydano tajny rozkaz komendantowi Dachau, aby po przybyciu transportu rozstrzelał wszystkich więźniów – z wyjątkiem księdza kanonika Józefa Schulza. Nadal organizowano wielkie obławy w poszczególnych dzielnicach. W nocy z 1 na 2 października tymczasowo aresztowano 2000 Polaków. Z kolei w dniu 6 października urządzono na polecenie nadburmistrza Kampego wielką łapankę, podczas której zatrzymywano każdego, kto nie posiadał zaświadczenia o zatrudnieniu wystawionego przez Urząd Pracy.
W pierwszych tygodniach okupacji bez śladu przepadł dyrektor ogrodów miejskich w Bydgoszczy, Marian Gunzel, oraz inni polscy pracownicy bydgoskiego zarządu miejskiego. W dniu 24 września 1939 zostali oni wezwani przez kreisleitera Kampego na posiedzenie w gmachu ratusza. Tego dnia nie wrócili do domów i nie dali znaku życia przez cały okres okupacji. Dopiero po wojnie w niemieckich aktach, pozostawionych w gmachu sądowym w Bydgoszczy, znaleziono dokument (sporządzony w kwietniu 1940 dla Ministerstwa Sprawiedliwości Rzeszy), w którym informowano, że kreisleiter kazał wywieźć przybyłych urzędników do Lasu Gdańskiego i tam rozstrzelać. Kampe polecił także zamordować ich najbliższych krewnych, aby „nie tworzyć męczenników”.
Zarządzenia wojskowych oraz cywilnych władz III Rzeszy odnośnie do Bydgoszczy były nadzwyczaj radykalne, a działania podejmowane na miejscu w pierwszych dniach okupacji miały charakter brutalny i samowolny. Oficjalnie była to reakcja na raz po raz padające w mieście strzały partyzantów. Rzeczywistość w żaden sposób nie odzwierciedlała jednak tych twierdzeń. Między 6 a 11 września (a więc już po złożeniu broni przez Straż Obywatelską) w Bydgoszczy zginęło bowiem zaledwie 2 żołnierzy niemieckich, a 2 innych zostało rannych. Zdaniem niemieckiego historyka Hansa Umbreita „dziesiątkowanie określonych grup społecznych po części pokrywało się z metodami, za pomocą których wojsko i policja chciały z pozoru legalnie przywrócić wewnętrzny porządek (...) Prowadząc bezwzględną walkę z partyzantami, wymierzając surowe kary za posiadanie broni oraz podejmując bezlitosne działania odwetowe przeciwko niewinnym ludziom, realizowano częściowo program Hitlera”.

## Obóz dla internowanych w Bydgoszczy

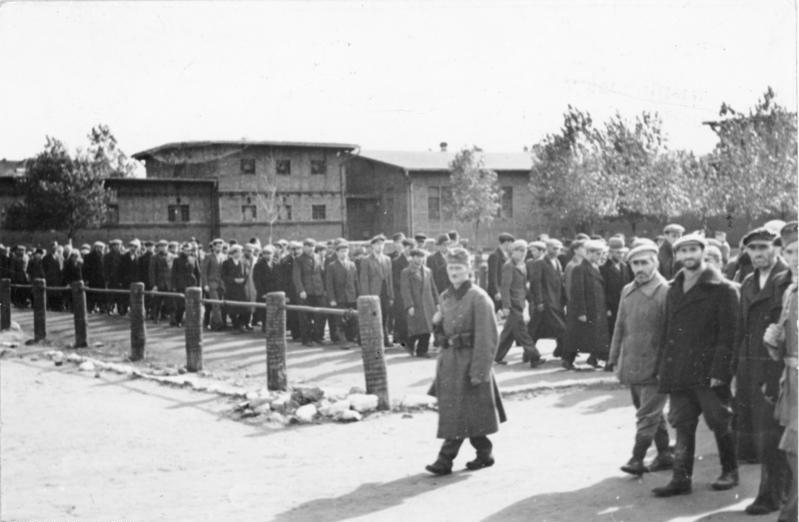
Polacy i Żydzi na terenie bydgoskiego obozu dla internowanych w koszarach 15 PAL

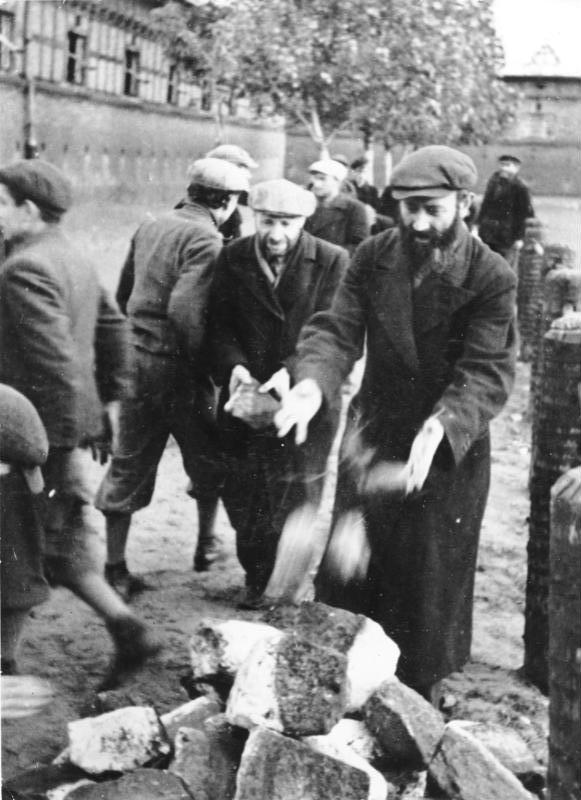
Żydzi uwięzieni w bydgoskim obozie dla internowanych. Październik 1939

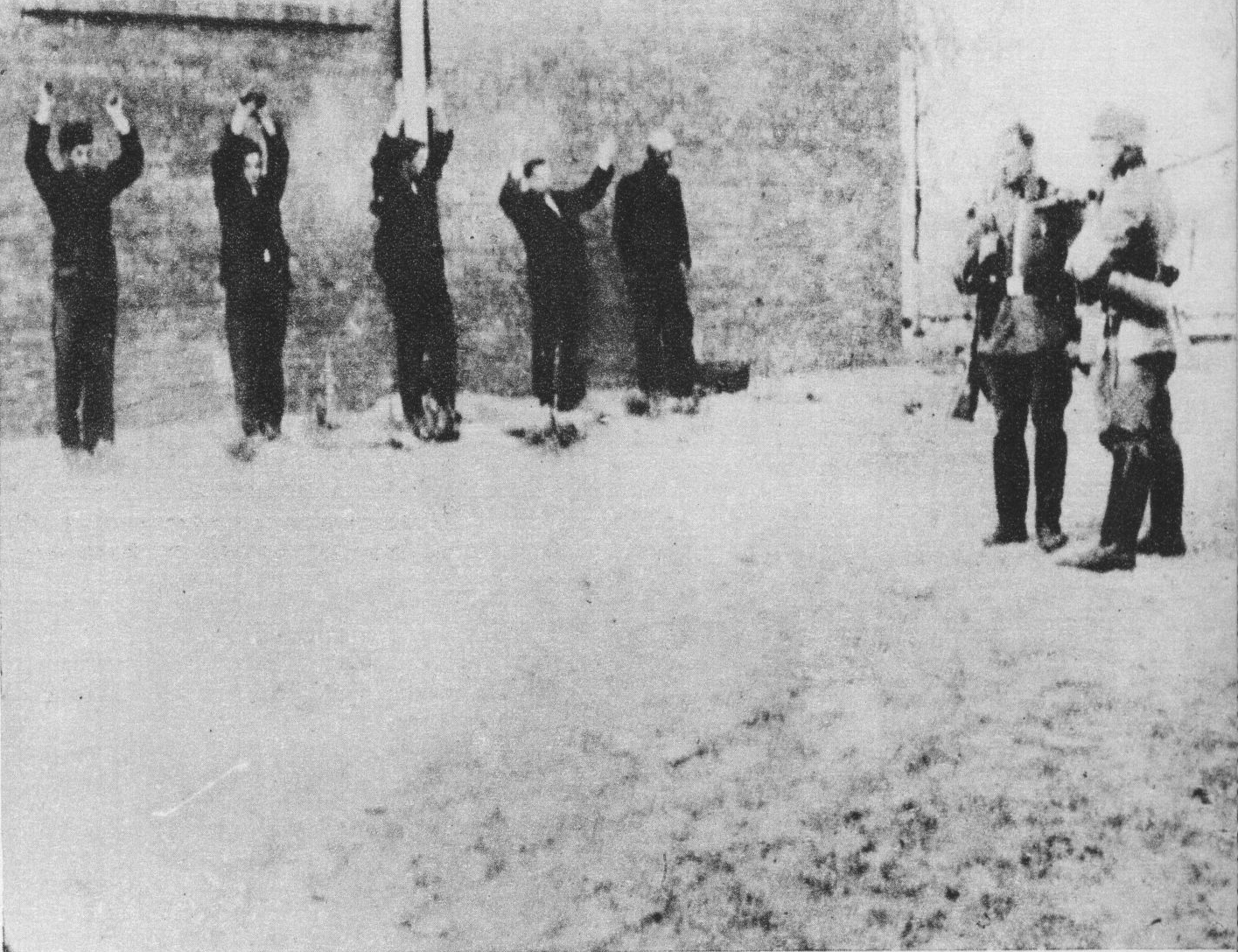
Egzekucja na terenie koszar 15 PAL

Mieszkańców Bydgoszczy, aresztowanych podczas kolejno następujących po sobie „akcji oczyszczających”, umieszczano w prowizorycznym obozie dla internowanych (Internierungslager), utworzonym na terenie koszar 15. pułku artylerii lekkiej przy ul. Gdańskiej 147. Decyzja o utworzeniu tego obozu zapadła najprawdopodobniej jeszcze przed zajęciem miasta przez Niemców. Już 5 września 1939 szef zarządu administracji cywilnej przy dowódcy 4. Armii, SS-Oberführer Fritz Hermann, polecił bowiem w pisemnej instrukcji dla swoich terenowych pełnomocników, aby aresztowanych Polaków „nie budzących zaufania odprowadzić do obozów dla internowanych”. Jednym z wymienionych w tym piśmie obozów był bydgoski Internierungslager.
Zazwyczaj aresztowanych bydgoszczan spędzano na początek do punktów zbornych mieszących się w koszarach 62. pułku piechoty przy ul. Warszawskiej oraz w koszarach 16. pułku ułanów przy ul. Szubińskiej. Przeprowadzono tam wstępne badania personalne, po czym podejmowano decyzję, czy zatrzymanego przekazać do właściwego obozu w koszarach 15 PAL, czy też zwolnić.
W koszarach przy ul. Gdańskiej 147 internowanych umieszczano w stajniach lub w pomieszczeniach dawnej zbrojowni. W obozie panowały fatalne warunki bytowe. Dla przykładu nauczyciele uwięzieni w tzw. bloku nr 5 (dawne stajnie) byli zmuszeni spać wśród stert odchodów i rojów robactwa. Bardzo ciężkie warunki panowały także w przeznaczonym dla Żydów bloku nr 8. Internowani otrzymywali głodowe racje żywnościowe, a w nocy stosowano ostre światło, które utrudniało im sen. Zmuszano ich także do wyczerpujących apeli. Obozowi strażnicy traktowali więźniów z wielką brutalnością. W kancelarii obozowej członkowie Einsatzgruppen (w obecności komendanta obozu, Baksa) urządzali przesłuchania, połączone z biciem i torturami. Na przesłuchiwanych starano się wówczas wymusić przyznanie do członkostwa w Polskim Związku Zachodnim lub innych organizacjach krzewiących polskość. Część więźniów skierowano do pracy w niemieckich gospodarstwach rolnych. Nierzadko dochodziło tam do indywidualnych zabójstw, dokonywanych przez członków eskorty (zabijali oni np. najbardziej zawszonych więźniów). Ponadto we wrześniu 1939 na terenie koszar lub w ich bezpośredniej okolicy Niemcy zamordowali ok. 28 osób.
Maria Wardzyńska ocenia, iż w samym tylko wrześniu 1939 na terenie koszar 15 PAL uwięziono około 3500 osób. Trudno jednak ustalić całkowitą liczbę więźniów, którzy przeszli przez bydgoski Internierungslager. Niemieckie dane liczbowe nie wydają się być pod tym względem wiarygodne. Po pierwsze, w porównaniu z powojennymi relacjami wydają się być zaniżone. Po drugie, liczba internowanych ulegała ciągłym zmianom. Wysyłano bowiem duże grupy więźniów do prac rolnych, część zwalniano, część przekazywano do dyspozycji prokuratury przy bydgoskim Sądzie Specjalnym, a część wysiedlono do centralnej Polski. W końcu września 1939 odesłano liczący około 150 osób transport do obozu koncentracyjnego w Buchenwaldzie. W połowie października nie mniejszy transport, w którym przeważali wzięci do niewoli żołnierze polscy, odszedł do obozu w Nowym Porcie w Gdańsku. Stale, zwłaszcza wraz z nasileniem działań przeciwko polskiej inteligencji, napływali także nowi więźniowie. Ponadto od pierwszych dni października wywożono internowanych w odludne miejsca pod Bydgoszczą, gdzie byli rozstrzeliwani.
25 października 1939 nastąpiła likwidacja administracji wojskowej na okupowanych ziemiach polskich. Bydgoski Internierungslager został wówczas podporządkowany władzom policyjnym, a miejsce wartowników wojskowych zajęła policyjna straż obozowa. Władze wojskowe przekazując obóz pod władzę policji zażądały jednocześnie, aby nastąpiło jego przeniesienie z terenu koszar, gdyż zamierzały wykorzystać ich zabudowania na potrzeby jednostek Wehrmachtu stacjonujących w Bydgoszczy. W związku z powyższym częstotliwość wywózek i egzekucji znacznie wzrosła. W ostatnich dniach października opróżniono ostatecznie m.in. tzw. „blok żydowski”. 1 listopada 1939 Internierungslager przeniesiono do byłych magazynów amunicji na przedmieściu Jachcice. W obozie wciąż przebywało wówczas ok. 300 więźniów. Pod koniec grudnia 1939 bydgoski Internierungslager został ostatecznie zlikwidowany. Część więźniów zwolniono, część odesłano na roboty przymusowe w głąb Rzeszy, a pozostałych deportowano do obozu koncentracyjnego Stutthof.
Aresztowani Polacy byli także przetrzymywani w kilku innych miejscach na terenie Bydgoszczy. Część trafiła do aresztu Selbstschutzu, mieszczącego się w gmachu byłego Klubu Polskiego przy ul. Gdańskiej 50. Wiele osób (głównie działaczy Polskiego Związku Zachodniego) trafiło również do piwnic budynku przy ul. Poniatowskiego 6, gdzie urządzono siedzibę bydgoskiego Gestapo. Aresztowanych Polaków przetrzymywano tam w fatalnych warunkach oraz poddawano torturom i najróżniejszym szykanom. W gmachu przy ul. Poniatowskiego zginęło w egzekucjach lub na skutek złego traktowania co najmniej 19 znanych z nazwiska mieszkańców Bydgoszczy.

## Działalność niemieckiego Sądu Specjalnego

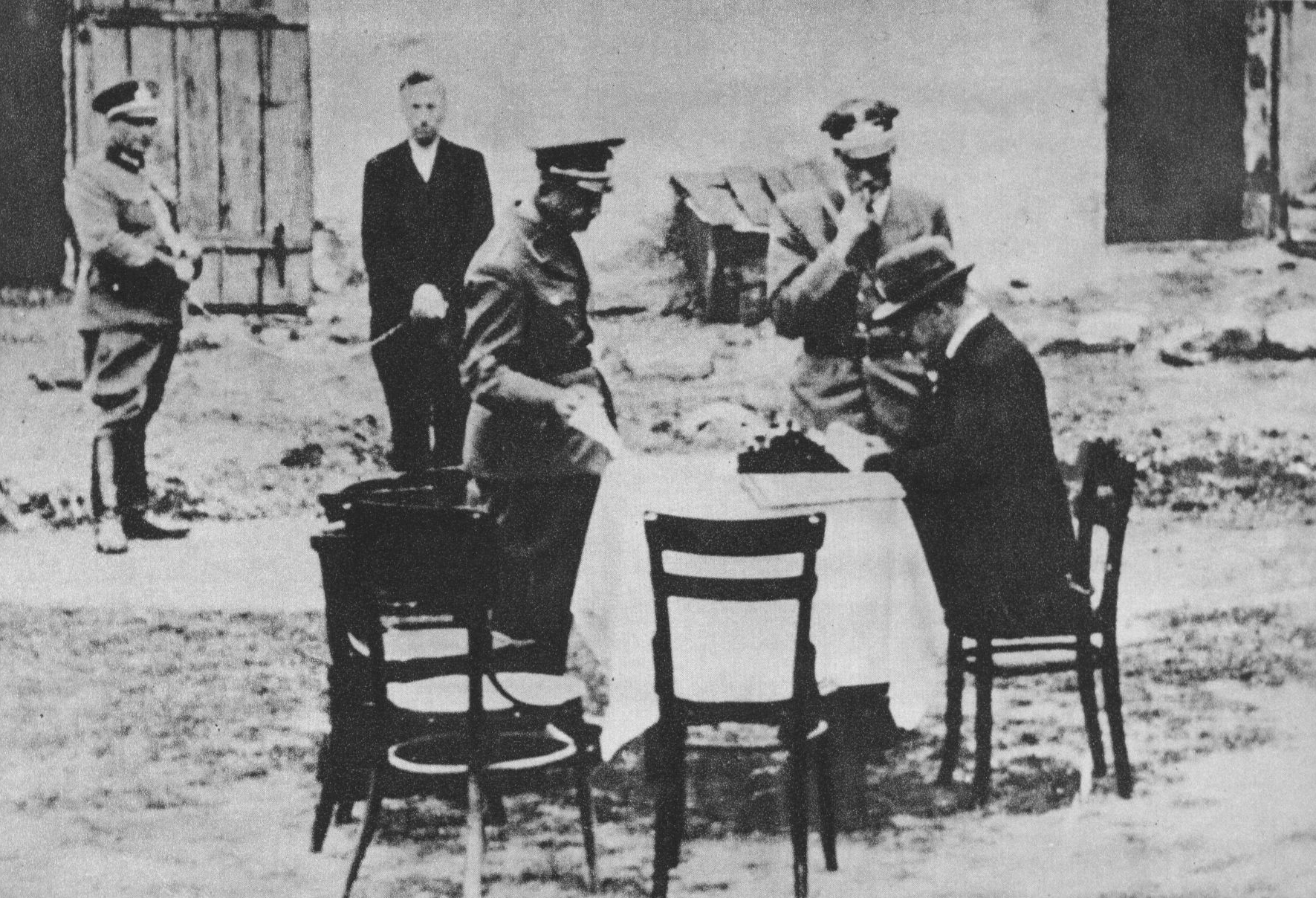
Posiedzenie Sondergericht Bromberg

Nazistowskie władze były zdecydowane wykorzystać propagandowy potencjał, jaki niosła ze sobą zafałszowana narracja na temat wydarzeń z 3 i 4 września 1939. Zadanie oficjalnego osądzenia i „ukarania” Polaków, podejrzewanych o udział w zajściach „krwawej niedzieli”, zostało powierzone Sądowi Specjalnemu w Bydgoszczy (niem. Sondergericht Bromberg). Należy przy tym podkreślić, iż utworzenie sądów specjalnych na terenach okupowanej Polski (w tym bydgoskiego) zostało zaplanowane jeszcze przed 1 września 1939. Początkowo skład osobowy bydgoskiego sądu tworzyli sędziowie i prokuratorzy oddelegowani z Piły. Już 17 września Sondergericht Bromberg został jednak wzmocniony kadrowo przez grupę prawników przysłanych z Berlina. Duży wpływ na działalność sądu miała także specjalna komisja Urzędu Policji Kryminalnej Rzeszy, na której czele stał dr Bernd Wehner. Komisja przekazywała sądowi wykrytych „sprawców, podżegaczy i pomocników” – rzekomo uczestniczących w wypadkach „krwawej niedzieli”. Działalność Sondergericht Bromberg zainaugurował osobiście Roland Freisler, podsekretarz stanu w ministerstwie sprawiedliwości Rzeszy.
Prokuratura przy Sądzie Specjalnym w Bydgoszczy rozpoczęła prace już 6 września 1939 (dzień po opanowaniu Bydgoszczy przez jednostki Wehrmachtu). Data rozpoczęcia działalności przez Sondergericht Bromberg nie jest natomiast pewna. W zależności od źródeł podaje się, iż miało ono miejsce między 8 a 10 września 1939. Zachowane dokumenty Wehrmachtu wskazują, iż sąd rozpoczął prace w dniu 9 września 1939. Już dwa dni później wydane zostały trzy pierwsze wyroki śmierci. Do lipca 1940 wszystkie wyroki śmierci wydane przez Sondergericht Bromberg były wykonywane przez pluton egzekucyjny żandarmerii na dziedzińcu więzienia przy ul. Wały Jagiellońskie 4.
Postępowania prowadzone przed bydgoskim Sądem Specjalnym były parodią uczciwego procesu sądowego. W ich trakcie łamane były bowiem nie tylko podstawowe zasady prawa, lecz nawet przepisy nazistowskiej procedury karnej. Przy sprawach o wypadki z 3 i 4 września 1939 nie prowadzono śledztw, lecz wyłącznie dochodzenia. Oskarżonych – w tym kobiety i nieletnich – nagminnie torturowano i zastraszano, aby wymusić przyznanie się do zarzucanych czynów. W efekcie dochodziło do kuriozalnych sytuacji – pewnego razu jeden z torturowanych Polaków przyznał się do zabicia volksdeutscha, który w rzeczywistości przeżył „krwawą niedzielę” bez żadnego uszczerbku. Zastraszano również polskich świadków odpowiadających z wolnej stopy. Materiały z dochodzenia były zazwyczaj lakoniczne i niewiarygodne, a akty oskarżenia nierzadko opierały się na zeznaniach jednej osoby lub po prostu na pisemnym zawiadomieniu o popełnieniu przestępstwa. Podsądnym uniemożliwiano pod błahymi pretekstami powoływanie świadków na swą obronę. Nie tłumaczono także zeznań świadków na język polski oraz nie pozwalano oskarżonym na zadawanie świadkom pytań. Oskarżonym, którzy znali język niemiecki i kwestionowali zeznania volksdeutschów, sąd odmawiał prawa do składania obszerniejszych wyjaśnień (mogli oni jedynie udzielać krótkie odpowiedzi na zadane im pytania), a nawet zarzucał bezczelność. Zeznaniom Polaków z zasady nie dawano zresztą wiary, gdy były one sprzeczne z zeznaniami Niemców. Częstą praktyką stosowaną przez niemieckich sędziów była rezygnacja z zaprzysiężenia polskich świadków, przy jednoczesnym utrzymaniu tego obowiązku w stosunku do świadków narodowości niemieckiej. W przypadku, gdy zeznania okazywały się wzajemnie sprzeczne, polskich świadków – jako nie zaprzysiężonych – uznawano za niewiarygodnych. Podczas rozpraw sędziowie nie kryli się ze swą stronniczością, ubliżając oskarżonym od „polskich podludzi”, „polskich bandytów”, „motłochu”, „hołoty”, „ludzi niegodnych życia wśród Niemców”, bądź też nazywając ich „członkami narodu podlegającemu niemieckiemu narodowi” (podobnie postępowali prokuratorzy). Z kolei niemieccy adwokaci, którzy teoretycznie mieli bronić oskarżonych Polaków, zachowywali się zazwyczaj całkowicie biernie. Z reguły nie ubiegali się nawet o zezwolenie na widzenie z aresztowanym oraz nie składali żadnych wniosków dowodowych. Podczas rozpraw nie protestowali przeciwko łamaniu prawa przez sędziów i prokuratorów, nie konsultowali się ze swoimi klientami, nie zadawali pytań świadkom i oskarżonym. Dochodziło wręcz do wypadków, gdy niektórzy adwokaci wnioskowali o „sprawiedliwe ukaranie” swych klientów lub wręcz o skazanie ich na karę śmierci.
Analiza orzeczeń sądu w sprawach wypadki z 3–4 września 1939 wskazuje, iż dążył on do szybkiego skazania jak największej liczby osób. Służyło temu celowi przede wszystkim stosowanie nieznanego wcześniej niemieckiemu prawu pojęcia „rozszerzonego współsprawstwa w morderstwie” (niem. Mord nach erweiterten Mittäterbegriff). Za współsprawstwo w morderstwie skazywano więc Polaków, którzy podczas bydgoskich wypadków w dniach 3–4 września 1939 odzywali się wrogo i obelżywie pod adresem volksdeutschów; wskazywali żołnierzom lub policjantom miejsca, z których dywersanci oddawali strzały; pomagali doprowadzać zatrzymanych Niemców do placówek wojskowych lub na posterunki policji itp. Pewnego rzeźnika skazano na śmierć, gdyż miał on jakoby „strącić z roweru volksdeutscha”. Skazano nawet Polaka, który wskazał żołnierzom należącą do Niemca piekarnię, gdzie zarekwirowali oni kilkanaście bochenków chleba. Polaków masowo sądzono także pod zarzutem naruszenia miru powszechnego. W ten sposób Niemcy uzyskali narzędzie, które pozwalało karać nawet biernych uczestników „krwawej niedzieli” (np. gapiów uczestniczących w zbiegowiskach). Ponadto walczących z dywersją polskich żołnierzy, policjantów oraz członków organizacji paramilitarnych traktowano in gremio jako maruderów – nie zaś ludzi wykonujących czynności służbowe na polecenie swoich przełożonych.
Do 31 grudnia 1939 Sondergericht Bromberg rozpatrzył 1005 spraw, wnosząc 160 aktów oskarżenia. Skazanych zostało 147 oskarżonych: 100 osób na karę śmierci (w tym 13 kobiet), 10 osób na karę dożywotniego więzienia, 23 osoby na karę ciężkiego więzienia (łączny wymiar kar wyniósł 295 lat), a 14 osób na karę zwykłego więzienia (łączny wymiar kar wyniósł 69 lat). 21 osób zostało uniewinnionych. Przeciętna kara ciężkiego więzienia orzeczona przez bydgoski sąd specjalny wynosiła 12 lat i 8 miesięcy, a „zwykłego” więzienia – 4 lata i 9 miesięcy. Dla porównania, w tym samym czasie pozostałych sześć niemieckich sądów specjalnych działających w okupowanej Polsce wydało łącznie 56 wyroków śmierci. Do końca wojny bydgoski Sąd Specjalny w sprawach dotyczących wydarzeń „krwawej niedzieli” skazał na śmierć 243 osoby (w tym jedną narodowości niemieckiej). W rezultacie Sondergericht Bromberg został uznany przez nazistowską prasę za „najostrzejszą broń przeciwko polskiemu motłochowi i polskim mordercom” (Danziger Vorposten, 1 lutego 1940).

## Eksterminacja „polskiej warstwy przywódczej”

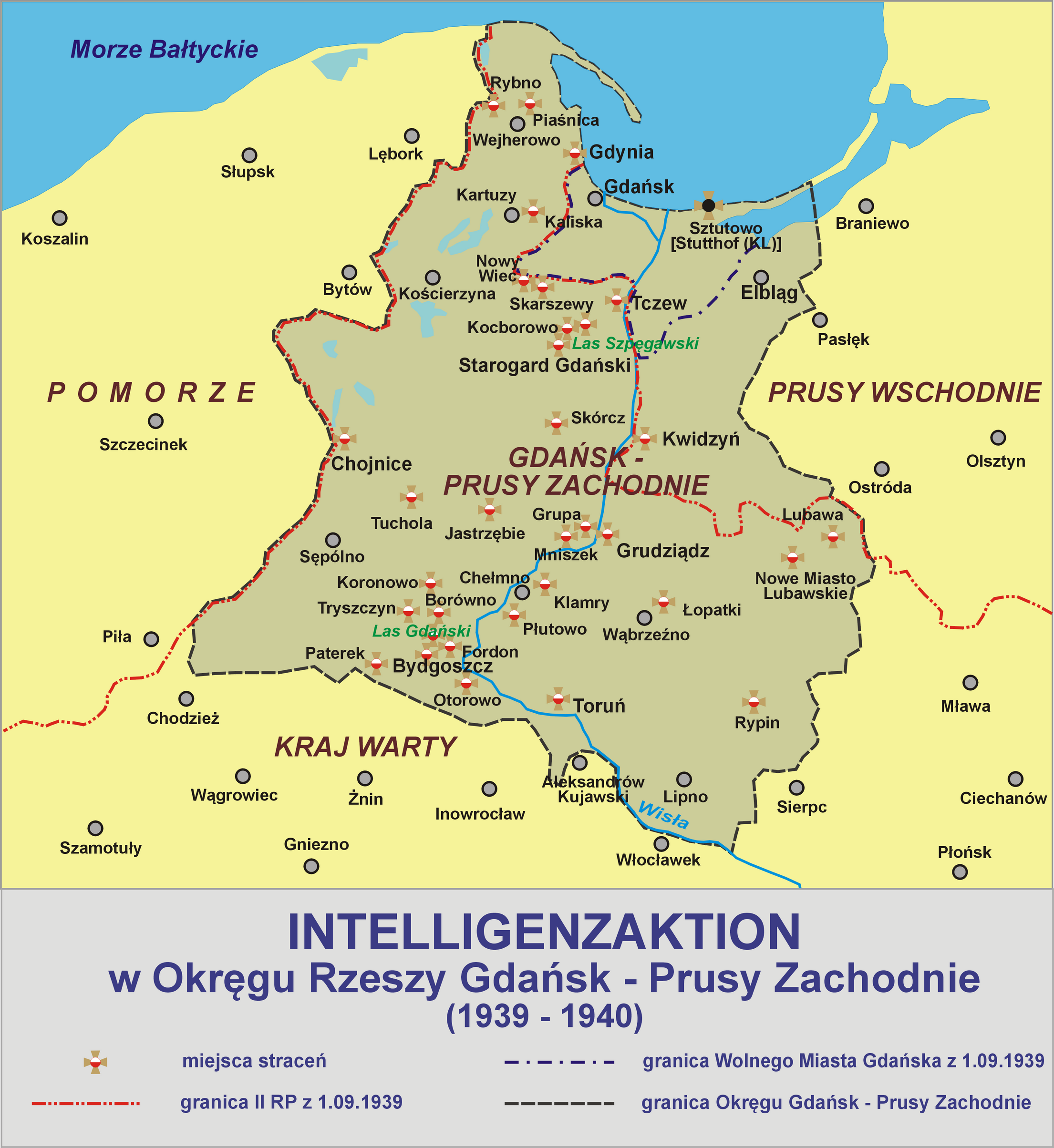

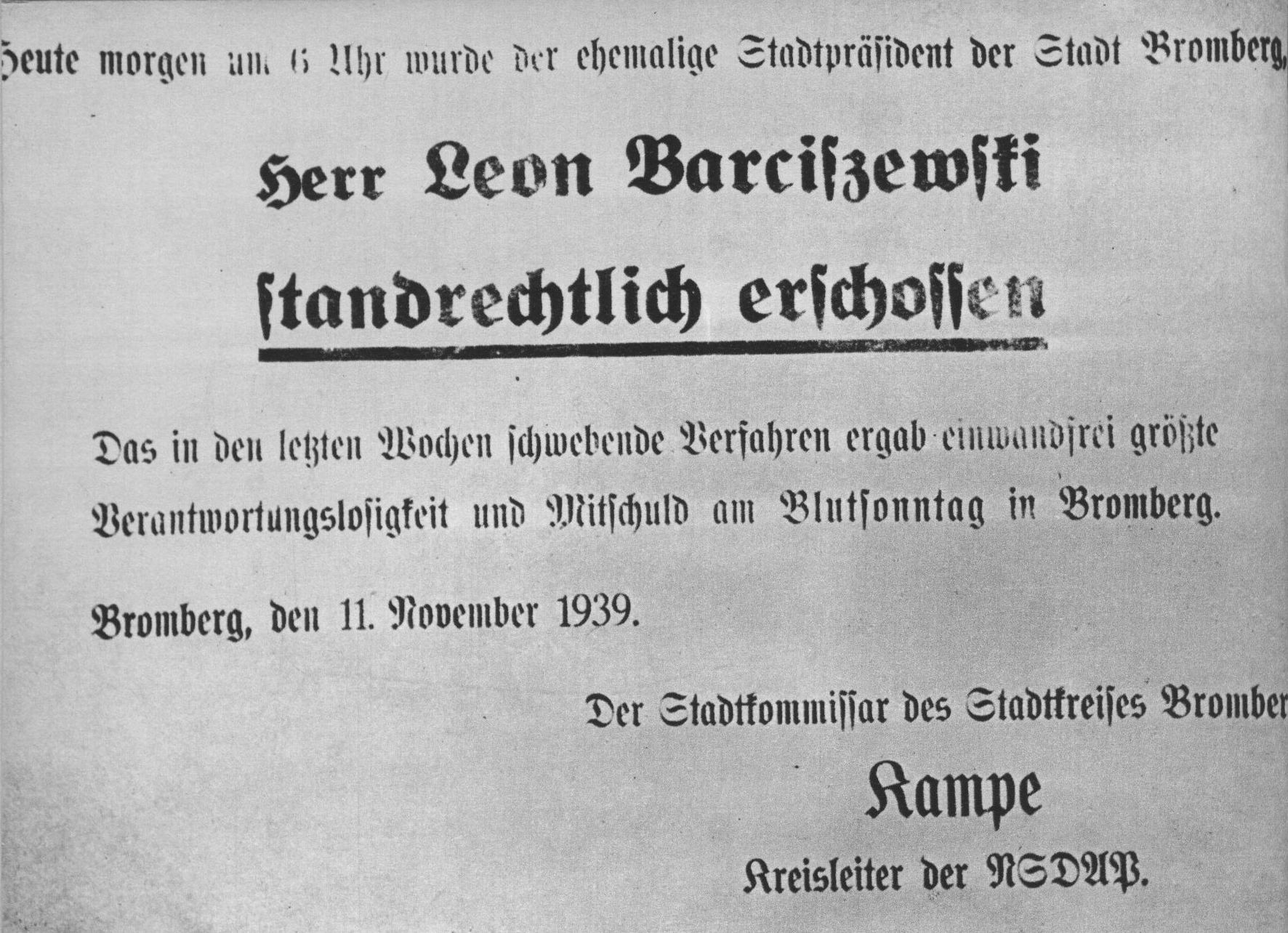
Obwieszczenie nadburmistrza Kampego, informujące o rozstrzelaniu w dniu 11 listopada 1939 ostatniego przedwojennego prezydenta Bydgoszczy – Leona Barciszewskiego

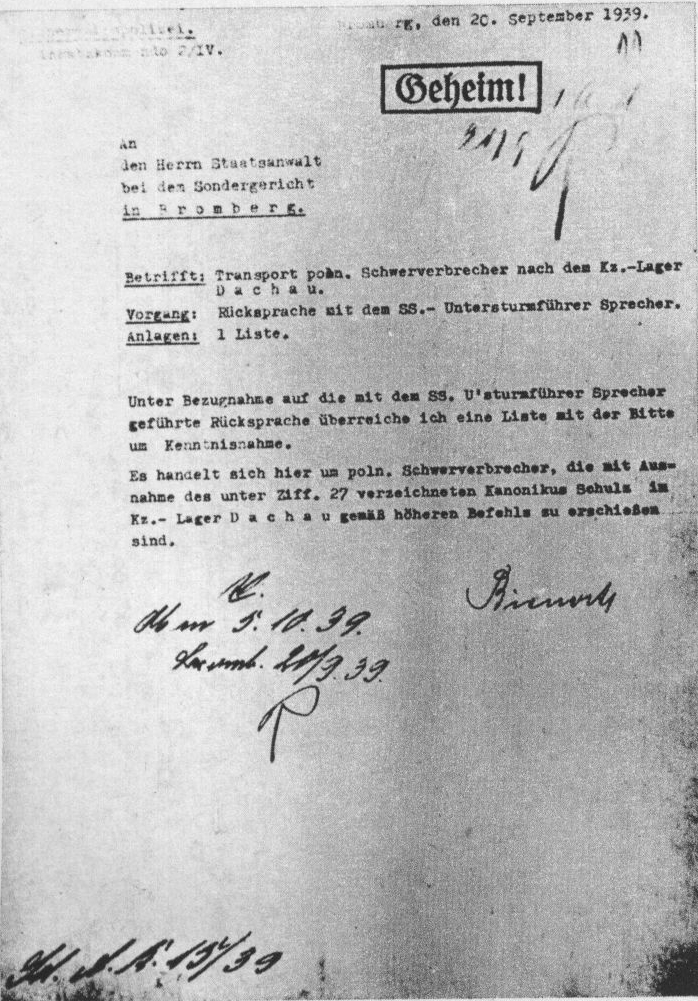
Pismo informujące o skierowaniu w dniu 18 września 1939 do KL Dachau transportu z 62 polskimi więźniami z Bydgoszczy

O ile w pierwszych dniach okupacji represje miały często przypadkowy charakter, o tyle w następnych tygodniach były już wymierzone w konkretne grupy zawodowe (np. nauczycieli, duchownych katolickich), środowiska społeczne oraz członków organizacji i stowarzyszeń krzewiących polskość (takich jak Polski Związek Zachodni, Liga Morska i Kolonialna czy Związek Powstańców i Wojaków). Zatrzymań dokonywano wedle sprawdzonego w pierwszych dniach okupacji mechanizmu „akcji oczyszczających”. W dniu 14 października 1939 zorganizowano obławę na polskich nauczycieli, w trakcie której aresztowano 186 pedagogów. W nocy z 18 na 19 października zorganizowano obławę na członków Polskiego Związku Zachodniego, aresztując 91 osób (w tym 21 kobiet). 20 października Niemcy przeprowadzili wielką łapankę w okolicach ul. Kujawskiej. Blisko 1200 osób zostało wówczas tymczasowo aresztowanych. Po przesłuchaniach wyłowiono 27 osób, których nazwiska figurowały na listach proskrypcyjnych, w kartotekach policyjnych lub zostały zgłoszone przez volksdeutschów. Z kolei w listopadzie rozpoczęły się aresztowania księży katolickich. Szeroko zakrojoną „akcję uspokajającą” (Befriedungsaktion) przeprowadzono także 11 listopada, w dniu polskiego święta niepodległości. W operacji tej wzięło udział 115 grup składających się z funkcjonariuszy Gestapo, Kripo, Schutzpolizei i członków Selbstschutzu. Zatrzymano wówczas blisko 3800 osób. Była to ostatnia wielka łapanka zorganizowana przez Niemców w Bydgoszczy.
Większość Polaków i Żydów zatrzymanych w trakcie owych obław trafiła do bydgoskiego Internierungslager. Tam o ich dalszym losie decydowała urzędująca w obozie specjalna komisja, złożona początkowo z funkcjonariuszy Einsatzgruppe IV. Po kilku tygodniach EG IV opuściła miasto, a na jej miejsce wprowadzono do Bydgoszczy filię utworzonego w Gdańsku tzw. Einsatzkommando 16. 20-osobową grupą gdańskich SS-manów kierował radca kryminalny (Kriminalrat) Jakob Lölgen. Z jego placówką współpracowała niewielka jednostka SD kierowana przez SS-Sturmbannführera dr Rudolfa Oebsger-Rödera – także wchodząca w skład EK 16. Komisja Lölgena decydowała, których więźniów należy zwolnić lub wysiedlić do Generalnego Gubernatorstwa, których skierować do obozów koncentracyjnych, a których zlikwidować na miejscu. Często w obozie zjawiały się również kobiety niemieckie, które wybierały osoby do rozstrzelania. „Procedura” ta polegała na wskazaniu więźnia i zakomunikowaniu, że brał on udział w „bydgoskiej krwawej niedzieli”
Skazani na śmierć byli rozstrzeliwani bez sądu w odludnych miejscach w pobliżu Bydgoszczy, takich jak np. Las Gdański; lasy pod Tryszczynem, Borównem i Otorowem; czy przede wszystkim – fordońska „Dolina Śmierci”. O wyborze miejsc egzekucji decydował takie czynniki jak: łatwość dojazdu, niewielka odległość od miasta oraz ukształtowanie terenu. Mordów dokonywali zazwyczaj członkowie Selbstschutzu. W skład plutonów egzekucyjnych wchodzili wyłącznie ochotnicy. Wiele spośród ofiar figurowało w tzw. Sonderfahndungsbuch Polen – spisie osób przeznaczonych do stracenia, przygotowanym jeszcze przed wojną przez centralne ośrodki kierownicze III Rzeszy. Ogólny nadzór nad przebiegiem akcji eksterminacyjnej sprawował rezydujący w Bydgoszczy dowódca pomorskiego Selbstschutzu, SS-Oberführer Ludolf von Alvensleben.
Zbrodniczą działalność Selbstschutzu i Einsatzgruppen aktywnie wspierał Werner Kampe – kierownik powiatowej organizacji NSDAP, a zarazem nadburmistrz Bydgoszczy. Julius Hoppenrath, nadprezydent gdańskiej administracji skarbowej, napisał w 1955, że: „na tym polu szczególnie aktywny był ówczesny kierownik powiatowej instancji partyjnej Kampe. Polska inteligencja przypłaciła życiem jego działalność”. Kreisleiter kilkukrotnie zlecał bydgoskiemu Gestapo likwidację całych rodzin, uznanych z różnych względów za szczególnie „niebezpieczne”. Kampe i jego ludzie bez skrupułów okradali również mieszkania aresztowanych lub wypędzonych Polaków, bądź zajmowali je na własny użytek. Nieraz zdarzało się, że gdy prawowici właściciele próbowali odzyskać swoją własność, Kampe zwracał się do Gestapo z poleceniem ich likwidacji.
Przebiegiem rozprawy z ludnością Bydgoszczy żywo interesowali się wysocy rangą oficjele III Rzeszy. 20 września 1939 Bydgoszcz wizytował sam Reichsführer-SS, Heinrich Himmler. W trakcie swego pobytu w mieście przysłuchiwał się „wzorcowemu procesowi przed sądem doraźnym”, a później uczestniczył w egzekucji przeprowadzonej 10 kilometrów od Bydgoszczy, którą osobiście kierował dowódca bydgoskiego Selbstschutzu – SS-Sturmbannführer Josef Meier (zwany „krwawym Meierem” lub „Słoniem-Meierem”). Z kolei Albert Forster – gauleiter i namiestnik Rzeszy w Okręgu Gdańsk-Prusy Zachodnie – wizytował osobiście bydgoski Internierungslager. Wspomniany Hoppenrath pisał, iż: „do akcji odwetowych, jakie przedsięwzięto, przyczynił się swoimi przemówieniami także Forster, zwłaszcza w Bydgoszczy (...) Ówczesne antypolskie posunięcia (...) Kampego, były gauleiterowi co najmniej znane, o ile wręcz nie sugerowane i akceptowane przez niego”. Obóz dla internowanych wizytowali także Robert Ley (szef Niemieckiego Frontu Pracy) oraz Wilhelm Frick (minister spraw wewnętrznych Rzeszy).

### Egzekucje w lasach tryszczyńskich
Początkowo masowe egzekucje były przeprowadzane przez Niemców w lasach pod Tryszczynem na północ od Bydgoszczy. Na przełomie września i października 1939 w rowach strzeleckich nad rzeką Brdą rozstrzelano około 900 osób. Trzy, a nawet cztery razy dziennie samochody ciężarowe przywoziły z Bydgoszczy kolejne partie skazańców – liczące zwykle po pięćdziesiąt, siedemdziesiąt osób. Ofiarom kazano wchodzić do okopów i kłaść się na ziemi; w rzędach po pięć, sześć osób; po czym mordowano strzałami w tył głowy. Po ostatniej egzekucji oprawcy zorganizowali w pobliskiej leśniczówce libację, którą nazwali „zabawą zabójców drogowych”.
W Tryszczynie zamordowano m.in. większość spośród 370 Żydów więzionych w koszarach 15 PAL (pochodzących głównie z Dobrzynia nad Drwęcą); około 70 polskich harcerek i harcerzy; jak również wiele kobiet, starców, a nawet 12-letnie dzieci. Odnalezione w grobach łuski i pociski pochodzące z broni produkcji francuskiej wskazują, iż mordów dokonywali członkowie bydgoskiego Selbstschutzu (Selbstschutzmani zazwyczaj posługiwali się zdobyczną bronią) .
Zachował się opis jednej z egzekucji, przeprowadzonej w pierwszych dniach października 1939. Około 100 więźniów z obozu w koszarach 15 PAL (Polaków i Żydów) przewieziono do lasów tryszczyńskich dwiema ciężarówkami. Ostatnią podróż więźniowie musieli odbyć w pozycji leżącej, aby nie dostrzegła ich miejscowa ludność. Grupkami po 15 osób prowadzono ich następnie nad rowy strzeleckie i tam rozstrzeliwano.

### Fordońska „Dolina Śmierci”

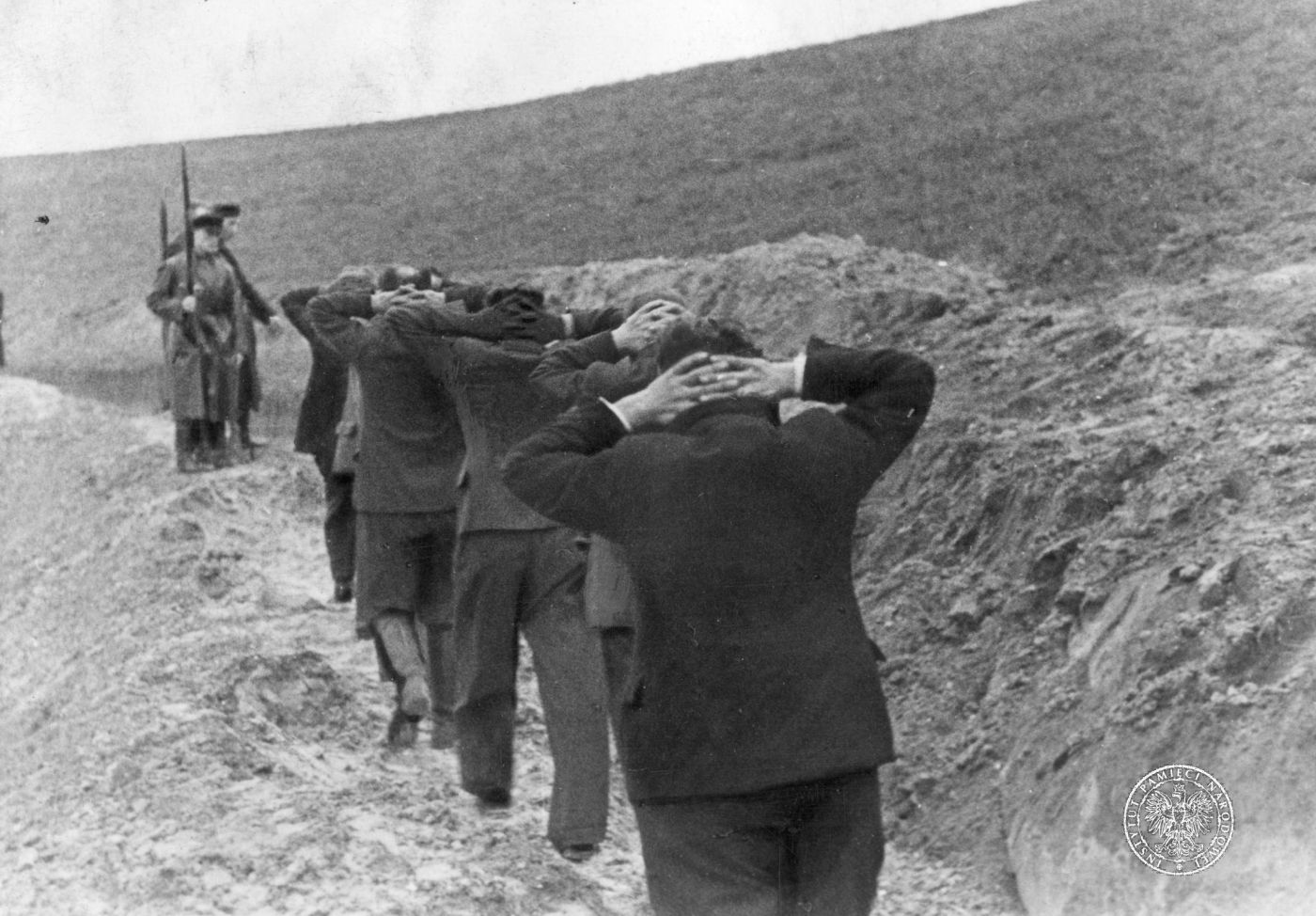
Polscy nauczyciele w drodze na egzekucję w „Dolinie Śmierci”

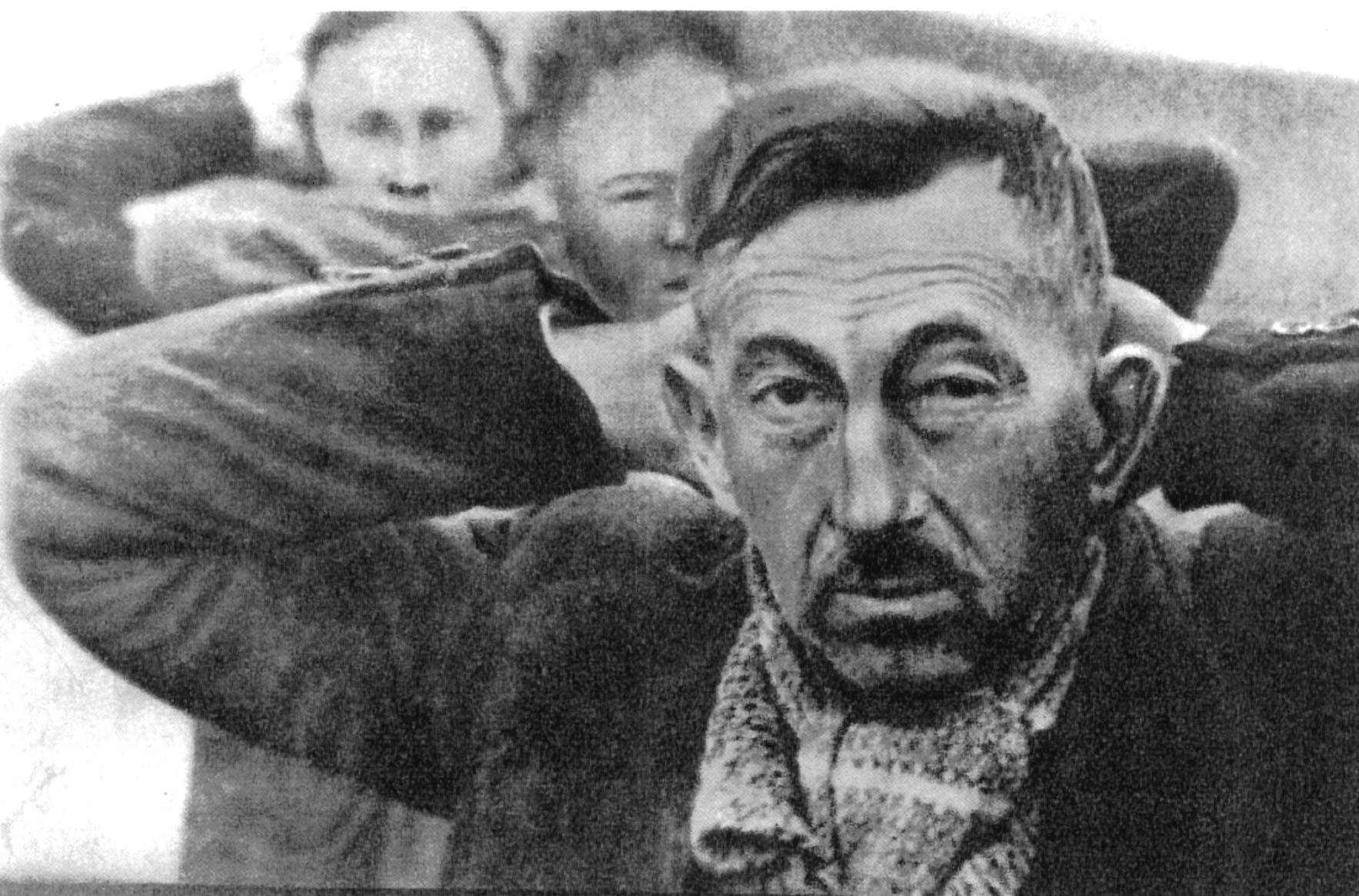
Grupa nauczycieli sfotografowana na chwilę przed egzekucją

Z powodu przepełnienia masowych grobów przygotowanych w Tryszczynie i Borównie, Niemcy zaczęli poszukiwać nowego miejsca, w którym mogliby przeprowadzać zbiorowe egzekucje. Ich wybór padł na dolinę znajdującą się w odległości około 12 kilometrów na północny wschód od Bydgoszczy, położoną w pobliżu Fordonu – stanowiącego podówczas samodzielne miasto (obecnie dzielnica Bydgoszczy). Miejsce to wybrano przede wszystkim ze względu na jego oddalenie od siedzib ludzkich. Wąska i kręta dolina, leżąca pomiędzy drugim a trzecim wzniesieniem Wzgórz Miedzyńskich zyskała sobie odtąd miano „Doliny Śmierci”. Na początku października 1939, jeszcze przed rozpoczęciem masowych egzekucji, przybył tam oddział niemieckiego Arbeitsdienstu (Służby Pracy), który przystąpił do kopania długich, głębokich na 2,5 m rowów. Roboty trwały kilka dni.
Pierwszą egzekucję mieszkańców Bydgoszczy przeprowadzono w „Dolinie Śmierci” w dniu 10 października 1939. Akcja eksterminacyjna trwała tam do 11 listopada, a według niektórych źródeł – aż do 26 listopada 1939. Ofiary przywożono na miejsce straceń samochodami ciężarowymi – najczęściej z miejsc uwięzienia, takich jak bydgoski Internierungslager. Po odebraniu wierzchniej odzieży i kosztowności, skazańców zabijano strzałami w tył głowy lub (rzadziej) ogniem broni maszynowej. Rannych dobijano strzałami z broni krótkiej, kolbami karabinów, a czasem po prostu zasypywano żywcem. W skład plutonów egzekucyjnych wchodzili przede wszystkim członkowie Selbstschutzu z Bydgoszczy (kierowani przez SS-Sturmbannführerów: Spaarmanna i Meiera) oraz Fordonu (tymi ostatnimi dowodził Fryderyk Walther Gassmann), jak również SS-mani z bydgoskiej ekspozytury Einsatzkommando 16.
Historycy nie są w stanie ustalić, ilu Polaków i Żydów zostało rozstrzelanych w „Dolinie Śmierci”, co wynika w dużej mierze z faktu, iż nie odnaleziono żadnych udokumentowanych źródeł zbrodni fordońskiej. W zależności od źródeł padają więc liczby 2000 – 3000 zamordowanych. Podczas ekshumacji przeprowadzonej 1947 odnaleziono szczątki 306 ofiar. Ocenia się jednak, że w „Dolinie Śmierci” wciąż spoczywa w nie odkrytych miejscach od 700 do 1600 zwłok. Najbardziej prawdopodobna liczba ofiar zbrodni fordońskiej wynosi więc od 1200 do 1400 osób.
Ocenia się, że w wyniku egzekucji przeprowadzanych w „Dolinie Śmierci” zginęło 48% nauczycieli bydgoskich szkół średnich, około 33% duchownych, 15% nauczycieli szkół powszechnych oraz prawie 14% lekarzy i prawników. 11 listopada 1939 zginął tam również przedwojenny prezydent Bydgoszczy, Leon Barciszewski, wraz ze swoim synem. Fordońska „Dolina Śmierci” jest największą zbiorową mogiłą na terenie Bydgoszczy, a zarazem stanowi symbol martyrologii mieszkańców miasta.

### Inne miejsca egzekucji
Potajemne egzekucje mieszkańców Bydgoszczy były przeprowadzane przez okupantów również w innych odludnych miejscach w pobliżu miasta:
- W Lesie Gdańskim rozstrzelano m.in. wspomnianych już urzędników bydgoskiego zarządu miejskiego, podstępnie zwabionych przez Kampego na rzekomą naradę, jak również licznych więźniów przywiezionych z siedziby Gestapo przy ul. Poniatowskiego lub z aresztu Selbstschutzu w byłym Klubie Polskim. Ekshumacja przeprowadzona w Lesie Gdańskim we wrześniu 1947 doprowadziła do odnalezienia 84 ciał, pochowanych we trzech wspólnych mogiłach[96].
- W Otorowie nad Wisłą funkcjonariusze EK 16 rozstrzelali w październiku i listopadzie 1939 kilkaset osób. Wśród zamordowanych znaleźli się mieszkańcy Bydgoszczy oraz pobliskich wsi – Wudzyna, Otorowa, Osielska, Stronna i Żołędowa. Ciała ofiar zostały spalone w 1944 w ramach akcji zacierania śladów zbrodni. Po wojnie udało się ustalić nazwiska zaledwie 33 zamordowanych[97].

- Prawdopodobnie mieszkańcy Bydgoszczy byli również mordowani w pobliżu jeziora Borówno (na terenie gromady Nekla w gminie Dobrcz). Egzekucje przeprowadzano nad rowami wykopanymi po obu stronach drogi polnej, łączącej odcinek szosy Bydgoszcz–Gdańsk z południowym krańcem jeziora. Jesienią 1939 Niemcy rozstrzelali tam około 800 Polaków (dane szacunkowe) – w większości mieszkańców powiatu świeckiego. W czerwcu 1944 zwłoki z większości grobów zostały wykopane i spalone w ramach akcji zacierania śladów zbrodni. Podczas ekshumacji przeprowadzonej w październiku 1945 udało się odnaleźć szczątki 102 osób. Wśród zamordowanych przeważali ludzie młodzi, rozpoznano także pewną liczbę kobiet[98].

## Początek akcji germanizacyjnej

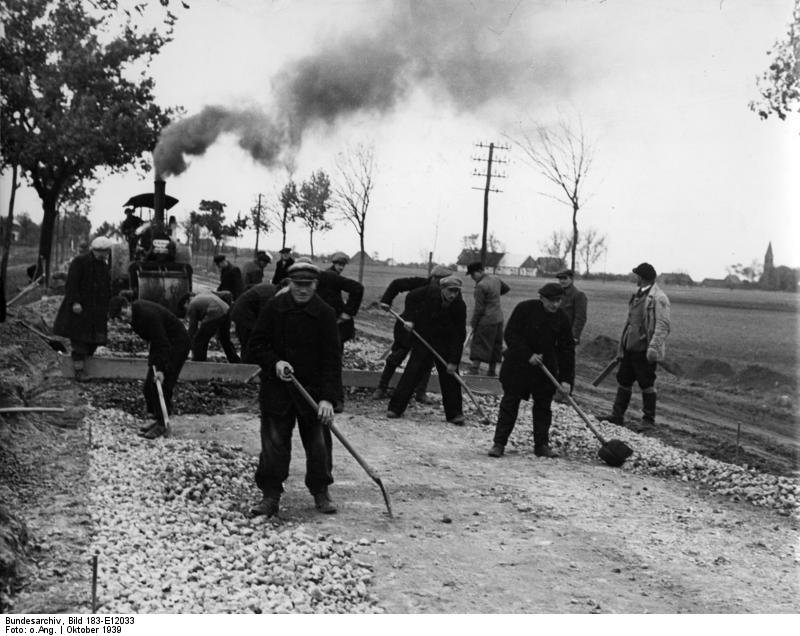
Okolice Bydgoszczy. Polscy mężczyźni zmuszeni do pracy przy naprawie drogi

Niemal natychmiast po rozpoczęciu okupacji Bydgoszczy władze niemieckie podjęły szereg działań, mających na celu całkowitą germanizację miasta oraz uzmysłowienie Polakom, iż stanowić będą odtąd niższą warstwę społeczną – podporządkowaną Niemcom i przeznaczoną wyłącznie do wykonywania prac fizycznych. Spiritus movens tych działań był zwłaszcza kreisleiter Kampe, który podczas wiecu dla volksdeutschów w dniu 1 października 1939 publicznie zwrócił się do bydgoskich Niemców słowami „my jesteśmy do rozkazywania, a Polacy do słuchania” oraz zapowiedział, iż wszelkie próby oporu ze strony Polaków będą tłumione w zarodku. W podobnym duchu wypowiadał się gauleiter Forster podczas wiecu w dniu 11 października, kiedy to po raz pierwszy zapowiedział masowe wysiedlenia Polaków.
Już 14 września 1939 Kampe zorganizował w Bydgoszczy pierwszą rejestrację volksdeutschów. Kolejny spis – o wiele bardziej wnikliwy – przeprowadzono w listopadzie. W tym samym czasie bydgoski Arbeitsamt (pol. Urząd Pracy) rozpoczął rejestrację osób zdolnych do pracy, przy okazji której . Celem Niemców było bowiem zidentyfikowanie Polaków pochodzących z Galicji lub dawnej Kongresówki, którzy osiedlili się w Bydgoszczy po 1918. Ludzie ci byli w pierwszym rzędzie przeznaczeni do wysiedlenia (obok Żydów i rodzin ofiar Intelligenzaktion). Początkowo „Kongresowiaków” starano się skłonić do opuszczenia miasta za pomocą perswazji lub pośrednich szykan (np. zakaz korzystania z różnych placówek zdrowotnych i socjalnych). Uchodźcom, którzy po zakończeniu działań wojennych próbowali powrócić do Bydgoszczy, a nie mogli się wylegitymować czysto bydgoskimi korzeniami, nie pozwalano wracać do swych domów. Później rozpoczęły się przymusowe wysiedlenia. Pierwszy transport wypędzonych „Kongresowiaków”, liczący 476 osób, skierowano do Generalnego Gubernatorstwa w dniu 27 października. Kolejnych 550 bydgoszczan wywieziono do centralnej Polski w dniu 4 listopada. Majątek wypędzonych Polaków konfiskowano i oddawano do dyspozycji tzw. Placówce Odszkodowawczej Bydgoszcz (Entschädigungsstelle Bromberg), którą zorganizował Kampe. Zadaniem placówki była wypłata odszkodowań dla volksdeutschów, którzy zostali rzekomo pokrzywdzeni przez Polaków – zwłaszcza podczas wydarzeń „krwawej niedzieli”. W praktyce dochodziło przy tym do tylu nadużyć, że sprawą zainteresowała się niemiecka prokuratura, a gauleiter Forster był zmuszony pozbawić Kampego funkcji nadburmistrza Bydgoszczy i przenieść go do Gdańska (luty 1941).
Ponadto podejmowane były inne działania, których celem było nadanie Bydgoszczy czysto niemieckiego charakteru. 11 września 1939 zakazano właścicielom sklepów, restauracji i zakładów rzemieślniczych pozostawiania na widoku publicznym napisów w języku polskim (za złamanie zakazu groziła grzywna w wysokości 1000 RM). Kampe podjął próbę zniemczenia i całkowitej przebudowy dzielnicy śródmiejskiej, do czego wstępem były przeprowadzone jeszcze w 1939 konfiskaty zlokalizowanych tam polskich sklepów i restauracji. W całym mieście Niemcy przejmowali także należące do Polaków apteki i gabinety lekarskie. W grudniu 1939 zburzono bydgoską synagogę przy ulicy Jana Kazimierza. Niszczono także polskie pomniki. Między innymi, 26 września Niemcy usunęli pomnik Henryka Sienkiewicza z parku Kochanowskiego oraz grobowiec Nieznanego Powstańca Wielkopolskiego z ul. Bernardyńskiej.
Na bydgoskich Polaków spadła także fala pomniejszych szykan. W październiku 1939 wprowadzono w sklepach i urzędach nakaz obsługiwania Niemców w pierwszej kolejności, zakazano też formowania kolejek przed sklepami (co dotyczyło de facto tylko Polaków). W tym samym miesiącu Polakom nakazano usunięcie z domu anten radiowych. Objęto ich również – zwłaszcza bezrobotnych inteligentów – przymusem pracy. Pod koniec października 1939, w barakach przy ul. Dwernickiego, Kampe zorganizował wychowawczy obóz pracy dla polskiej młodzieży. W nieco lepszej sytuacji znaleźli się jedynie Polacy urodzeni jeszcze w granicach Cesarstwa Niemieckiego. Umożliwiano im m.in. wstąpienie do Niemieckiego Frontu Pracy, a ich dzieciom – naukę w szkołach podstawowych.

## Bilans

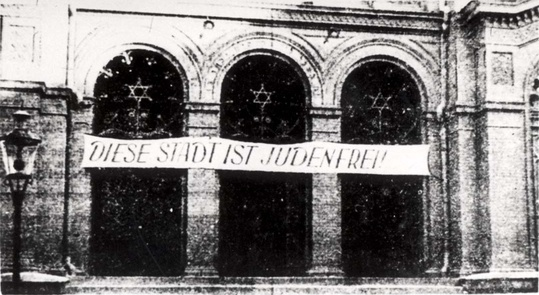
Synagoga w Bydgoszczy. Napis głosi: „To miasto jest wolne od Żydów”

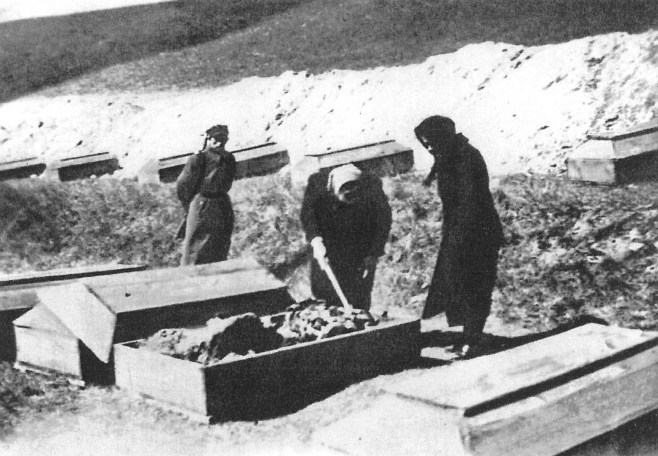
Identyfikacja ciał ekshumowanych w „Dolinie Śmierci”

Pod koniec listopada 1939 niemiecki terror wyraźnie zelżał. Masowe egzekucje i łapanki zastąpiono eksterminacją pośrednią, w której wiodąca rola przypadła niemieckiej policji i wymiarowi sprawiedliwości. Cel nazistów, którym była likwidacja „polskiej warstwy przywódczej” i pacyfikacja miasta, został zasadniczo rzecz biorąc osiągnięty. W raporcie sytuacyjnym z 17 listopada 1939, radca kryminalny Lölgen meldował, iż: „w Bydgoszczy nie ma już inteligencji polskiej, która mogłaby działać aktywnie”. Miesiąc później władze niemieckie ogłosiły, iż Bydgoszcz jest miastem „wolnym od Żydów” (niem. Judenfrei).
Wiele kontrowersji budzi do dziś kwestia wysokości strat osobowych, poniesionych przez ludność Bydgoszczy na skutek niemieckich represji. W 1945 Józef Kołodziejczyk ocenił liczbę bydgoskich ofiar II wojny światowej na 36 350 osób – a więc blisko jedną czwartą przedwojennej populacji miasta. Liczba ta została przyjęta przez peerelowską historiografię jako obowiązująca i na dziesięciolecia zakorzeniła się w świadomości społecznej. Obecnie wiadomo już, że szacunki Kołodziejczyka były znacznie zawyżone. Autorzy wydanej w 2004 Historii Bydgoszczy ocenili, że w latach 1939–1945 zginęło ok. 10 000 mieszkańców Bydgoszczy, reprezentujących wszystkie zamieszkujące miasto narodowości (7% przedwojennej populacji). Liczbę bydgoszczan pochodzenia polskiego, którzy w ciągu 5 lat wojny ponieśli śmierć na skutek prowadzonej przez okupantów niemieckich eksterminacji pośredniej i bezpośredniej, oceniono na ok. 5300.
Nie jest możliwe precyzyjne ustalenie liczby bydgoszczan zamordowanych podczas pierwszych czterech miesięcy okupacji. W oficjalnych niemieckich dokumentach z 1939 oceniono liczbę „zlikwidowanych” Polaków i Żydów na około 900 (w tym 100 skazanych na śmierć przez Sondergericht Bromberg), nie uwzględniając jednak w tych zestawieniach ofiar potajemnych egzekucji w Tryszczynie, „Dolinie Śmierci” i innych miejscach. Dieter Schenk opierając się na ustaleniach Centrali Badań Zbrodni Narodowosocjalistycznych w Ludwigsburgu ocenił, że w wyniku „akcji antyinteligenckiej” zamordowano do końca 1939 blisko 5000 mieszkańców Bydgoszczy i powiatu bydgoskiego. Autorzy Historii Bydgoszczy oszacowali liczbę obywateli miasta zamordowanych w 1939 na około 1500 – 1900. Wiesław Trzeciakowski w swej pracy pt. Listy imienne ofiar w Bydgoszczy 1939–1945 (Bydgoszcz 2010) zdołał ustalić nazwiska 900 ofiar. Ten sam autor w pracy Śmierć w Bydgoszczy 1939–1945 (Bydgoszcz 2011, wyd. poszerz. 2012 i 2103) podawał już 1500 nazwisk wraz z okolicznościami śmierci (prace nad ustalaniem liczby ofiar są nadal w toku). Należy przy tym pamiętać, że w Tryszczynie, „Dolinie Śmierci”, czy Otorowie ginęli także mieszkańcy innych miejscowości – jak chociażby wspomniani Żydzi z Dobrzynia nad Drwęcą. Precyzyjne ustalenie liczby ofiar niemieckich egzekucji jest także utrudnione z powodu akcji zacierania śladów zbrodni przeprowadzonej przez Niemców w ostatnich miesiącach okupacji, jak również ze względu na fakt, iż powojenne ekshumacje były przeprowadzane niestarannie i w pośpiechu (m.in. prace ekshumacyjne w „Dolinie Śmierci” zostały niespodziewanie przerwane przez Urząd Bezpieczeństwa). Z tego względu wymienione powyżej liczby muszą być traktowane jako szacunkowe.

## Pamięć

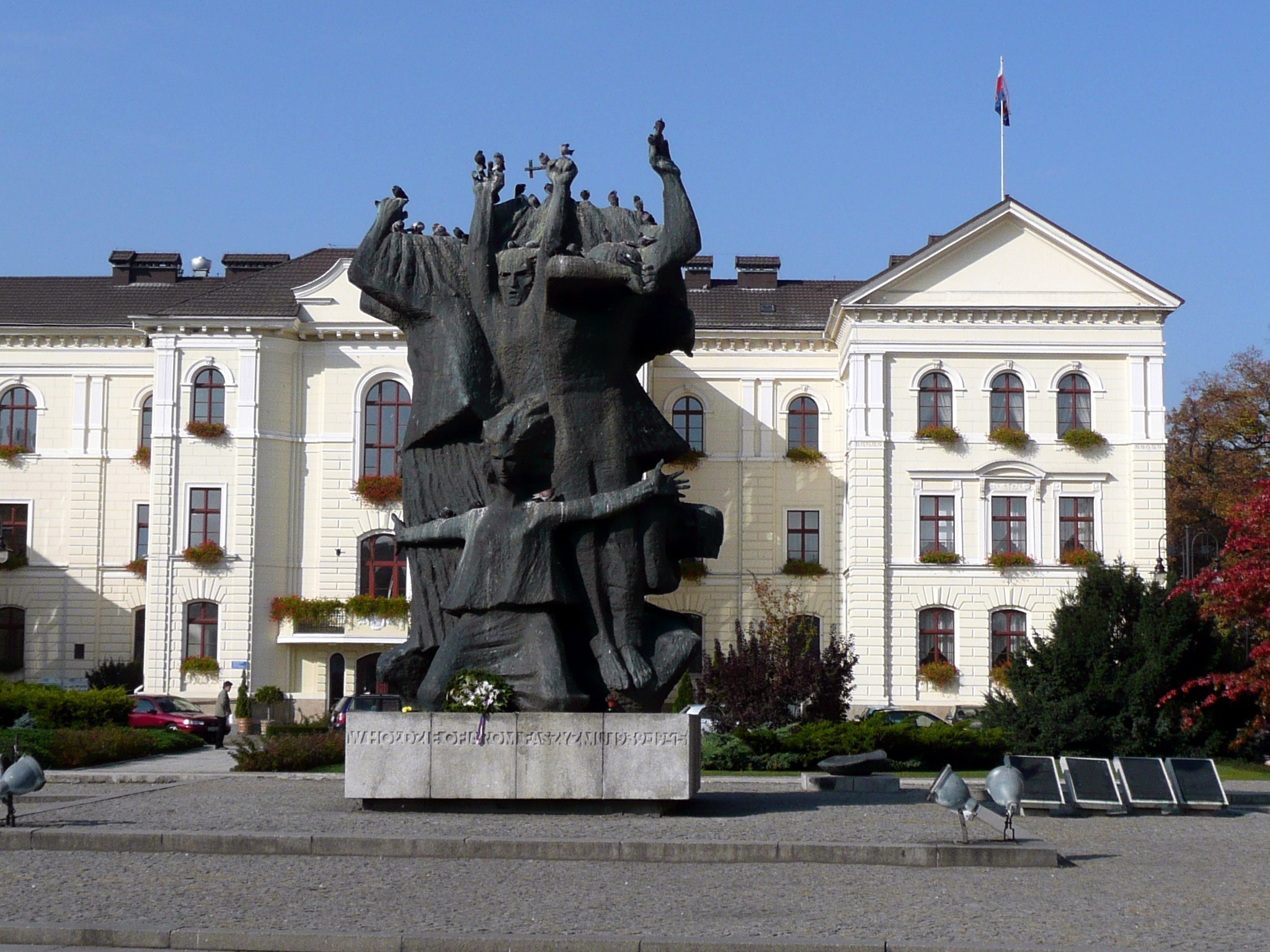
Pomnik Walki i Męczeństwa Ziemi Bydgoskiej

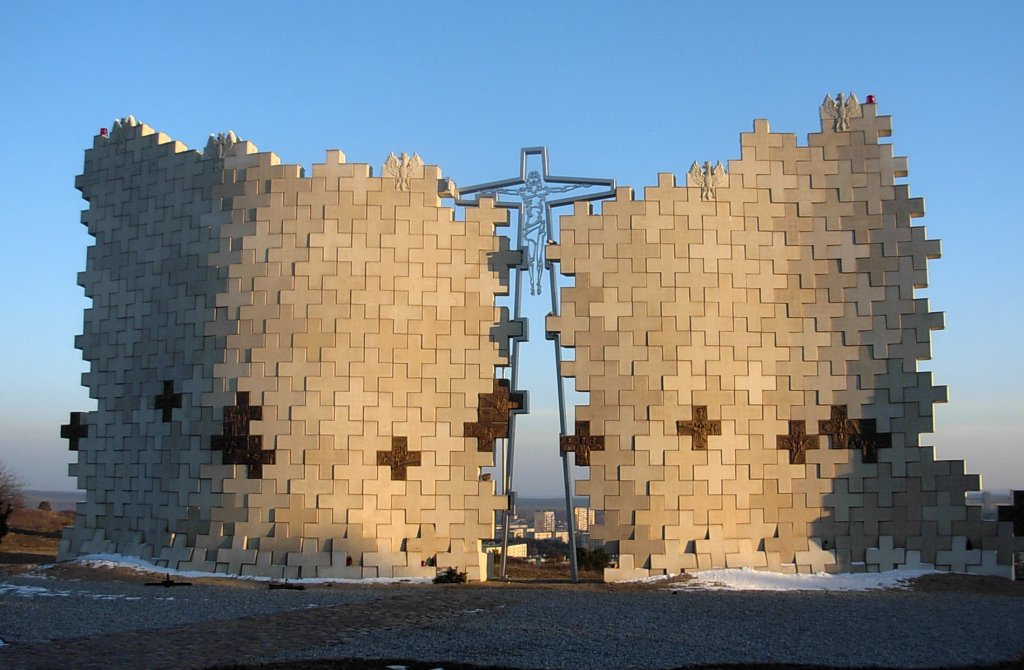
„Brama do Nieba” – element Kalwarii Bydgoskiej w „Dolinie Śmierci”

Po zakończeniu działań wojennych polskie władze przystąpiły do badania śladów niemieckich zbrodni, popełnionych w Bydgoszczy i okolicznych miejscowościach. Od 28 kwietnia do 2 maja 1947 prowadzone były prace ekshumacyjne w „Dolinie Śmierci” pod Fordonem. W ich trakcie odnaleziono szczątki 306 ofiar, spośród których rozpoznano tylko 39 osób (trudność identyfikacji polegała na tym, że ofiary zostały pozbawione wszystkich osobistych przedmiotów). Odnalezione zwłoki uroczyście pochowano na Cmentarzu Bohaterów Bydgoszczy na Wzgórzu Wolności. We wrześniu tego samego roku ekshumowano także ciała 84 Polaków zamordowanych w Lesie Gdańskim.
4 maja 1948 na Starym Rynku w Bydgoszczy wystawiono 128 trumien, zawierających ekshumowane szczątki 693 osób zamordowanych przez Niemców w Tryszczynie. Następnie trumny uroczyście przetransportowano i pochowano na Cmentarzu Bohaterów na Wzgórzu Wolności. Był to ostatni wielki pogrzeb ofiar hitlerowskiej okupacji miasta .
Po zakończeniu II wojny światowej przystąpiono także do upamiętnienia ofiar niemieckich zbrodni. 5 września 1969 na Starym Rynku w Bydgoszczy odsłonięto Pomnik Walki i Męczeństwa. Inskrypcja na jednej z jego tablic brzmi: „Pomnikiem Walki i Męczeństwa uczczono pamięć obywateli polskich z Kujaw, Pomorza i Ziemi Chełmińskiej, poległych i zamordowanych w czasie II wojny światowej w latach 1939–1945”. Z kolei 31 sierpnia 1975 na wzgórzu nad „Doliną Śmierci” odsłonięto pomnik poświęcony zamordowanym w tym miejscu mieszkańcom Bydgoszczy. Pomnik jest otoczony licznymi tablicami z nazwiskami osób, które straciły tam życie. Widnieje na nim inskrypcja: „Fordońska Dolina śmierci. Miejsce straceń 1200 obywateli polskich. 12 października – 11 listopada 1939”. Ponadto pamiątkowe obeliski i niewielkie pomniki, upamiętniające mieszkańców Bydgoszczy zamordowanych przez okupantów niemieckich, znajdują się także w innych rejonach miasta – w parku im. Jana Kochanowskiego, u zbiegu ulic Kąpielowej i Ludwikowo na Jachcicach, na dawnym fordońskim rynku (obecnie pl. Zwycięstwa), przed gmachem dyrekcji kolei przy ul. Dworcowej 63 oraz przy ul. Ugory 16 na Szwederowie.
Po wizycie papieża Jana Pawła II w Bydgoszczy (1999) i jego apelu o „upamiętnienie męczenników naszych czasów”, powstał pomysł budowy w „Dolinie Śmierci” stacji „Drogi Krzyżowej – Golgoty XX wieku”. Pierwszą stację poświęcono w 2004, ostatnia została ukończona w 2009. Uwieńczeniem starań o wyeksponowanie tego miejsca, było podniesienie 7 października 2008 przez ordynariusza diecezji bydgoskiej biskupa Jana Tyrawę pobliskiego kościoła wraz z Drogą Krzyżową do godności „Sanktuarium Królowej Męczenników, Kalwarii Bydgoskiej – Golgoty XX wieku”. Pomnik z 1975 roku wraz ze stacjami Drogi Krzyżowej stanowią odtąd kompleks martyrologiczny, w który wkomponowano także alejki, rzeźby, symboliczne groby i tablice pamiątkowe. Co roku odbywają się tam uroczystości patriotyczne i religijne, apele poległych, Drogi Krzyżowe, procesje oraz misteria Męki Pańskiej.

## Odpowiedzialność sprawców

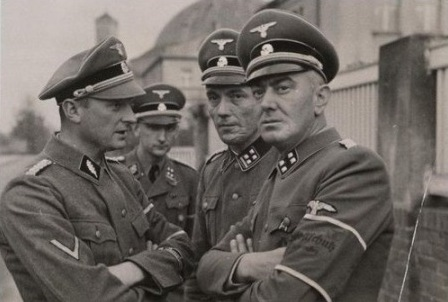
Dowódcy inspektoratów Selbstschutzu

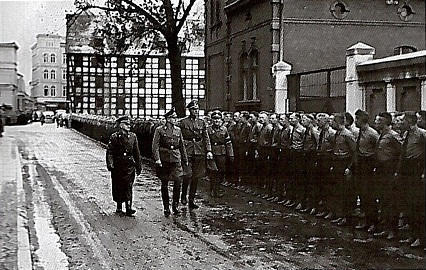
Inspekcja jednostki bydgoskiego Selbstschutzu. Od lewej: Josef Meier, Werner Kampe, Ludolf von Alvensleben

Większość sprawców zbrodni popełnionych na ludności Bydgoszczy uniknęła po wojnie odpowiedzialności karnej. Przed polskimi sądami stanęło jedynie kilku zbrodniarzy. Albert Forster, gauleiter NSDAP i namiestnik Rzeszy w Okręgu Gdańsk-Prusy Zachodnie, został w 1948 skazany przez Trybunał Narodowy w Gdańsku na karę śmierci za zbrodnie popełnione na Pomorzu w latach 1939–1945. Wyrok wykonano 28 lutego 1952 w więzieniu mokotowskim. Richard Hildebrandt, wyższy dowódca SS i policji w okręgu Gdańsk-Prusy Zachodnie, został przez sąd polski w Bydgoszczy skazany na karę śmierci. Wyrok wykonano 10 marca 1951. W tym samym procesie, na karę śmierci skazany został SS-Brigadeführer Max Henze, który od 12 października 1939 pełnił funkcję prezydenta policji w Bydgoszczy. Powieszono go w tym samym dniu co Hildebrandta. Przed polskim wymiarem sprawiedliwości stanął również Eryk Pollatz, aktywny członek Selbstschutzu, odpowiedzialny m.in. za wymordowanie fordońskich Żydów. Orzeczeniem Specjalnego Sądu Karnego z dnia 4 lipca 1947 Pollatz skazany został na karę śmierci. Wyrok wykonano.
Przywódca pomorskiego Selbstschutzu, Ludolf von Alvensleben, po zakończeniu wojny zbiegł do Argentyny. Ponadto jak twierdzi Dieter Schenk, zachodnioniemiecki wymiar sprawiedliwości świadomie i z własnej woli przyzwolił na uniknięcie kary przez wielu zbrodniarzy. Dla przykładu: w 1949 sąd w Hamburgu nie wydał zgody na ekstradycję generała Walthera Braemera do Polski, dzięki czemu mógł on cieszyć się wolnością do swej śmierci w 1955 . Postępowanie przeciwko dowódcom bydgoskiego Selbstschutzu – Erichowi Spaarmannowi (szefowi inspektoratu) i Josefowi Meierowi (dowódcy struktur powiatowych, zwanemu „krwawym Meierem”) – umorzono w maju 1963. W 1965 prokuratura w Monachium wnioskowała o zaprzestanie ścigania byłego kierownika powiatowej organizacji NSDAP i nadburmistrza Bydgoszczy, Wernera Kampego, dzięki czemu mógł on nadal prowadzić działalność gospodarczą jako przedstawiciel towarzystwa ubezpieczeniowego. „Z powodu braku dowodów winy” umorzono także postępowanie przeciwko dowódcom Einsatzgruppe IV – Lotharowi Beutelowi i Helmutowi Bischoffowi. Dr Rudolf Oebsger-Röder z bydgoskiego SD pełnił po wojnie funkcję szefa rezydentury zachodnioniemieckiego wywiadu w Dżakarcie oraz pracował jako rzecznik domu i dworu indonezyjskiego dyktatora Suharto.
W 1966 przed sądem w Monachium stanęli Jakob Lölgen i jego zastępca, Horst Eichler. Akt oskarżenia zarzucał im spowodowanie w akcjach eksterminacyjnych w Bydgoszczy śmierci w sposób podstępny i z niskich pobudek 349 osób, w tym 74 nauczycieli, 3 lekarzy i prezydenta miasta Leona Barciszewskiego. Obaj oskarżeni zostali uniewinnieni przez sąd przysięgłych, który stwierdził, że działali pod przymusem przełożonych.